# Bruce Lee
Bruce Lee (nacido Lee Jun-fan; San Francisco, California, 27 de noviembre de 1940-Kowloon, Hong Kong, 20 de julio de 1973) fue un artista marcial, actor, cineasta, filósofo y escritor estadounidense-hongkonés. A pesar de haber nacido en San Francisco, California, se crio en Hong Kong desde los cuatro meses de edad. Lee es ampliamente considerado por críticos, expertos, medios y grandes artistas marciales como el artista marcial más influyente de todos los tiempos y un ícono de la cultura pop del siglo XX, que colmó la brecha entre Oriente y Occidente. A menudo se le atribuye haber ayudado a cambiar la forma en que los asiáticos se presentaban en las películas estadounidenses. Considerado como el renovador y máximo exponente de las artes marciales, dedicó su vida a dicha disciplina y creó su propio método de combate y filosofía de vida, el Jun Fan Gung-Fu, que tiempo después y sumado a su concepto filosófico se llamaría el Jeet Kune Do o «el camino del puño interceptor».
Sus películas, entrevistas y principalmente su carisma e influencia contagiaron y extendieron el auge de la pasión por las artes marciales en todo Occidente, generando una ola de seguidores a través del mundo.
Bruce Lee nació en Chinatown (San Francisco) un 27 de noviembre de 1940 en el año del dragón (de acuerdo al calendario chino); sin embargo, Bruce se crio en Kowloon (Hong Kong), lugar donde comenzó a entrenar a los trece años y a practicar de manera formal las artes marciales chinas del Taichí con su padre, y luego el estilo Wing Chun con el maestro Ip Man. Desde muy pequeño, apareció en películas interpretando a niños y posteriormente a adolescentes. A los dieciocho años, Bruce regresó a los Estados Unidos, donde comenzó sus estudios de Filosofía en la Universidad de Washington. Siendo un innovador y pensador, aplicó a su arte lo aprendido; estudió el pensamiento de varios filósofos occidentales y orientales provenientes del taoísmo como Lao-Tsé y Chuang-Tsé y, además, comenzó a entrenar a sus compañeros de universidad en el arte del kung-fu chino.
Durante ese tiempo, Bruce abrió su primera escuela de artes marciales: el Jun Fan Gung-Fu Institute, ubicado en Seattle; tiempo después, abrió dos escuelas más en Oakland y Los Ángeles (California). Rápidamente, con base en todo lo aprendido de sus experiencias marciales en las disciplinas de boxeo, esgrima occidental (por parte de su hermano Peter Lee), judo (de parte de su amigo y alumno Taki Kimura), eskrima filipina (de mano de su amigo y alumno Dan Inosanto), muay thai, y tangsudo (de parte de su amigo y también actor Chuck Norris), Bruce comenzó a desarrollar nuevas ideas sobre el entrenamiento de las artes marciales, lo que condujo a la creación de su sistema, el Jun Fan Gung-Fu. Este luego evolucionó en conceptos físicos y filosóficos, dando lugar a su propio método de combate, el cual llamó Jeet Kune Do o «el camino del puño interceptor», del cual siempre pregonaba que no se le debía tomar como un simple «estilo» o «sistema» prefijado. Tiempo después se arrepintió de haberle puesto un nombre, ya que eso lo convertía en un arte marcial más y desde entonces insistió en que el Jeet Kune Do era solo un nombre, haciendo hincapié en el «no estilo» o la «no forma».
Al mismo tiempo que hacía esto, Bruce se convirtió en una celebridad a través de la serie estadounidense The Green Hornet, además de sus posteriores y populares películas: The Big Boss, Fist of Fury, Way of the Dragon, Enter the Dragon y Game of Death, logrando la exposición de las artes marciales chinas al mundo occidental. Bruce se convirtió en un ícono reconocido en todo el mundo, especialmente entre los chinos.
Bruce Lee se casó con Linda Cadwell en 1964 y posteriormente tuvieron a su hijo Brandon Lee nacido en 1965, además de su hija Shannon Lee, nacida en 1969. La vida de Bruce Lee se vio truncada un 20 de julio de 1973, cuando murió como consecuencia de un derrame cerebral de causa desconocida. Su cuerpo descansa en el cementerio Lake View de Capitol Hill, Seattle, al lado de su hijo Brandon, fallecido en 1993 después de haber recibido un disparo por accidente en la filmación de la película The Crow.
El legado dejado por Bruce Lee abarca desde películas hasta libros como El Tao del Jeet Kune Do, donde muestra gran parte de su filosofía y métodos de lucha. Su imagen perdura en el tiempo y ha quedado en la historia como una gran leyenda de las artes marciales, siendo incluso elegido por la revista TIME como uno de los cien hombres más influyentes del siglo XX, además de ser considerado como uno de los héroes e íconos de la historia.

## Primeros años

### Infancia

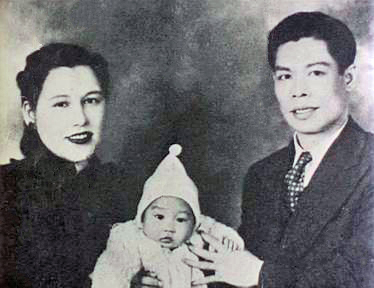
Bruce Lee (bebé) y sus padres Grace Ho y Lee Hoi-chuen.

Bruce Lee nació entre las 6 y las 8 de la mañana, un 27 de noviembre de 1940 en el Chinese Hospital, ubicado en la Jackson Street (calle Jackson) de Chinatown, San Francisco (California). Nació en la hora y año del dragón, que según las tradiciones de la astrología china es un presagio de buena suerte; los nacidos bajo este signo son considerados personas nobles, carismáticas, poderosas, sabias y creativas.
El matrimonio entre su padre, Lee Hoi-chuen, de etnia han, y su madre, Grace Ho, de ascendencia chino-alemana, dio como fruto a cinco hijos. Bruce fue el cuarto de esos hijos; sus hermanos fueron: Phoebe Lee, Agnes Lee, Peter Lee, y Robert Lee. El nacimiento de Bruce en los Estados Unidos se dio de casualidad, ya que su padre, quien trabajaba como actor de películas cantonesas y comediante en la ópera china, se encontraba de gira presentando una obra de la "Opera Company" que pasó en aquel entonces por San Francisco.
Según los papeles entregados por el Departamento de Trabajo de los Estados Unidos, Lee fue inscrito con un nombre chino y otro estadounidense. El nombre chino Jun-Fan le fue dado por su madre y se le inscribió como Lee Jun-Fan, mientras que el nombre en inglés, Bruce, fue sugerido por una enfermera del Chinese Hospital, María Glover, con el fin de que el recién nacido llevara un nombre occidental para así evitar cualquier tipo de problemas con su partida de nacimiento estadounidense; finalmente sus padres estuvieron de acuerdo con lo dicho por la enfermera y también fue inscrito con ese nombre, Bruce Lee.
Cuando Bruce cumplió tres meses de edad, sus padres recibieron una correspondencia desde Hong Kong donde se les indicaba que no regresaran ya que la invasión japonesa en Manchuria hacía la situación muy complicada, pero Lee Hoi-chuen optó por hacerlo de todos modos, ya que allí se encontraban sus otros hijos, Peter, Agnes y Phoebe.
Ya estando en Hong Kong, la familia Lee vivió en una residencia de tan sólo dos habitaciones en el 218 de Nathan Road, Kowloon, pero tuvieron problemas por la ocupación japonesa durante los años de la Segunda Guerra Mundial (1939-1945); Grace Ho pasó esos años preocupada ya que al otro lado de la calle se encontraban los campamentos militares japoneses y constantemente Bruce les retaba levantando los puños en señal de pelea, además, cuando los aviones de caza japoneses Mitsubishi A6M Zero volaban a baja altitud, Bruce iba a la azotea del edificio donde residían para intentar golpearlos con cualquier cosa que tuviera a su alcance.
Cuando concluyó la Segunda Guerra Mundial en 1945, Lee Hoi-chuen regresó a su trabajo de actor y muy a menudo era acompañado por su hijo Bruce, quien en ese entonces tenía 6 años; a través de ello es que Bruce pasó un casting y participó en la película The Birth of Mankind.

### Nombres

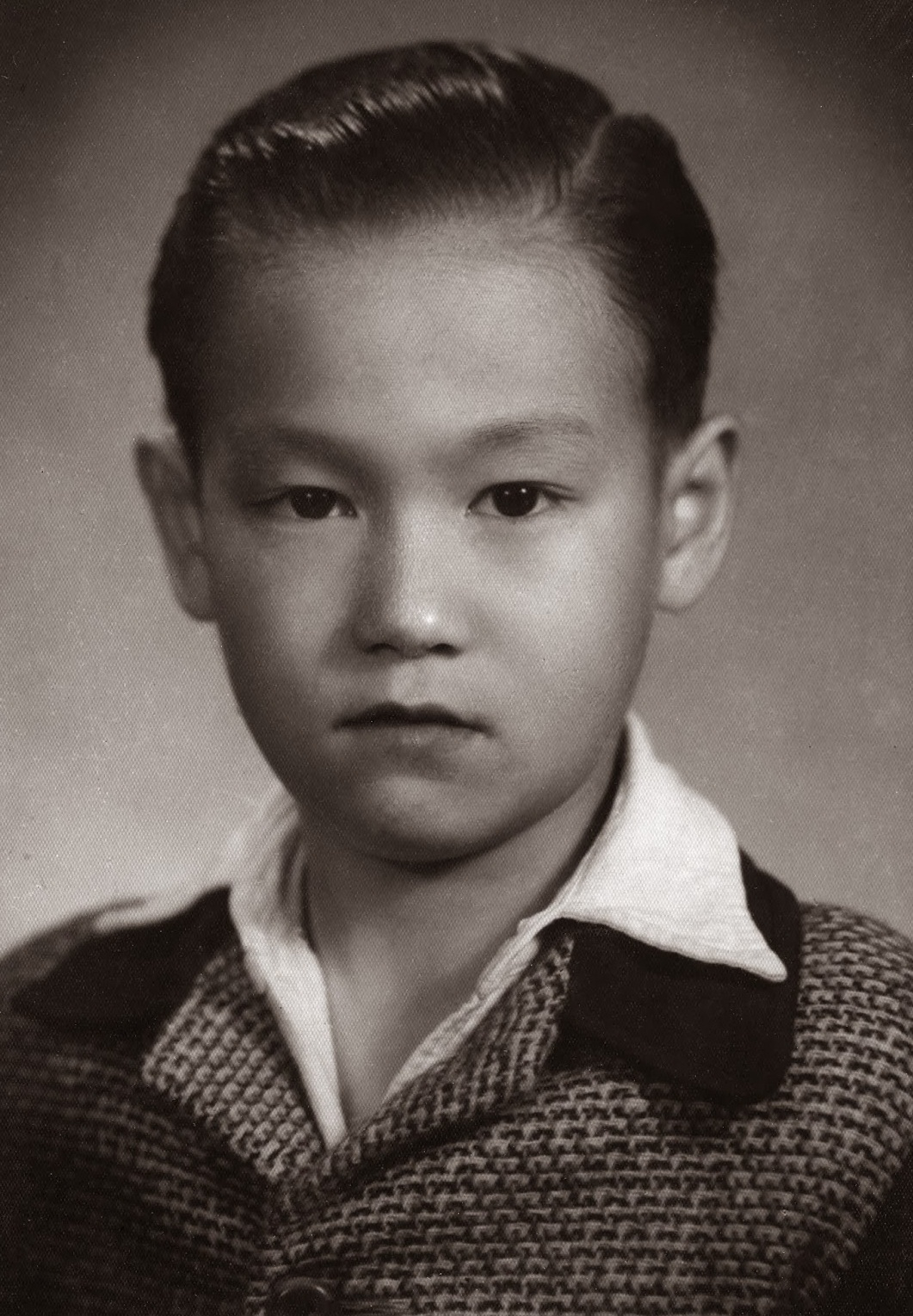
Bruce Lee durante su niñez.

Como es costumbre china pone el apellido delante del nombre, Bruce fue inscrito como «Lee Jun-Fan», pero el nombre «Jun-Fan» tiene su propia explicación. El significado del nombre «Jun» es "despertar o hacer próspero algo" mientras que la sílaba «Fan» se refiere al nombre chino de la ciudad de San Francisco, pero su verdadero significado es el de defender a los países pequeños del abuso de los grandes; el nombre «Fan» era muy utilizado por los chinos nacidos en Hong Kong ya que por esos días se sentían inferiores ante los países invasores y su deseo era el de eclipsar y ser superiores frente a las potencias extranjeras, además de recuperar la edad de oro de China. Por lo tanto, el verdadero significado del nombre «Jun-Fan» era el de "despertar y hacer próspera una pequeña nación", además de protegerlos del abuso de los países invasores, siendo estos Japón y el Reino Unido.
Sin embargo, durante los primeros años de su vida, la madre de Lee Hoi-chuen decidió llamarlo bajo el seudónimo femenino de «Sai Fon» que significa «pequeño fénix», siguiendo una vieja y supersticiosa tradición en la cual se trataba de ocultar el sexo del recién nacido ante los espíritus malignos que se roban al bebé varón; los padres de Bruce ya habían sufrido la pérdida de un primer hijo en los primeros años de su matrimonio, por eso fue que los padres y la abuela de Bruce lo comenzaron a llamar así para que los espíritus pasasen de largo.
El nombre occidental «Bruce» fue utilizado por primera vez cuando cumplió los doce años y fue inscrito en la escuela secundaria La Salle, un instituto católico de Hong Kong donde se le comenzó a enseñar el idioma inglés. Hasta ese entonces, él no sabía cuál era su nombre occidental y al momento que se le pidió a los estudiantes que escriban su nombre, Bruce copió el nombre del estudiante de al lado.
Sus nombres en pantalla fueron Lee Siu Lung (en cantonés) y Li Xiao Long (en hanyu pinyin 李小龙, en mandarín simplificado), que literalmente significa «Li el pequeño dragón». Estos nombres fueron usados por vez primera en la película de 1950 My Son, A Chung.

### Practicante de Wing chun y alumno de Ip Man
Durante su niñez, comenzó a asistir a la primaria Tak Sun, que estaba a algunas manzanas de su casa y cuando tenía alrededor de doce años fue inscrito a un instituto católico de habla inglesa, el Colegio de La Salle, donde fue expulsado por mal comportamiento; por aquel tiempo, él no estaba interesado en la escuela, su actitud hacia los profesores y directores del colegio de La Salle era desafiante, sus calificaciones no eran altas y su reputación como pandillero derivó en una expulsión.

«Yo era un muchacho desubicado que iba en busca de peleas... Usábamos cadenas y bolígrafos con cuchillos ocultos en su interior.»
Bruce Lee sobre su adolescencia, para la revista Black Belt en octubre de 1967.

El maestro Ip Man y Bruce Lee practicando wing chun.

Un día, cuando regresaba de casa al colegio, Bruce, sin apoyo de su banda, fue sorprendido por unos maleantes que le intentaron dar una paliza, y tras salir ileso de esa situación, su padre le enseñó las bases del arte marcial del taichí chuan como sistema de defensa y también para apartarle del camino de la violencia, pero Bruce encontró este estilo un poco lento y muy complicado, por lo que se planteó aprender otro arte marcial.
Por ese tiempo, Bruce conocía a un chico de su edad, o poco mayor, William Cheung, que siempre andaba metido en peleas y nunca perdía. Un día, Bruce le preguntó la razón por la cual siempre ganaba y este le comentó que era debido a su entrenamiento en artes marciales. En aquella ocasión, William le propuso aprender el estilo chino del wing chun y Bruce aceptó. El comportamiento de Bruce cuando ingresó por primera vez a la academia de Ip Man no fue muy respetuoso, sobre todo tratándose de un muchacho oriental, por lo que Ip Man decidió que Bruce no estaba capacitado para aprender el arte del Wing chun, y así se lo comunicaron por medio de William Cheung. Bruce decidió volver al día siguiente con humildad y respeto y entonces el maestro Ip Man le dio una oportunidad. Bruce estuvo entre tres y cuatro años aprendiendo Wing chun bajo la tutela de Ip Man, aunque la mayor parte de su entrenamiento fue recibido de parte de uno de sus mejores alumnos, Wong Shun-leung. 

Lee en 1958, bailando cha-cha-cha.

Luego de ser expulsado del Colegio de La Salle, sus padres rápidamente lo inscribieron en otro colegio católico llamado Saint Francis Xavier (Colegio de San Francisco Javier), en Kowloon; por aquellos tiempos había torneos interescolares en deportes, puesto que se trataba de colegios de marcada influencia inglesa, donde realizaban torneos de boxeo occidental entre ellos. Bruce decidió tomar parte en uno de ellos, que se celebró en el colegio de St. George; lo ganó luego de vencer en el tercer ronda y por nocaut al tres veces campeón, Gary Elms. Antes de llegar a la final, Bruce había noqueado a los boxeadores Yang Huang, Lieh Lo y Shen Yuen en el primer asalto. También fue introducido por su hermano Peter Lee en el arte de la esgrima occidental, de la cual su hermano era campeón. Todas estas influencias tuvieron su repercusión a la hora de crear su propio estilo años más tarde.
Al mismo tiempo que Bruce era practicante de Wing chun, se apuntó a clases de baile, lo que le llevó más adelante a ser campeón de cha-cha-cha. Esta inverosímil salida del mundo de violencia que rodeaba a Bruce hizo que se encaminara de forma más seria y profesional al campo de la expresión artística y el entretenimiento.

### Dejando Hong Kong

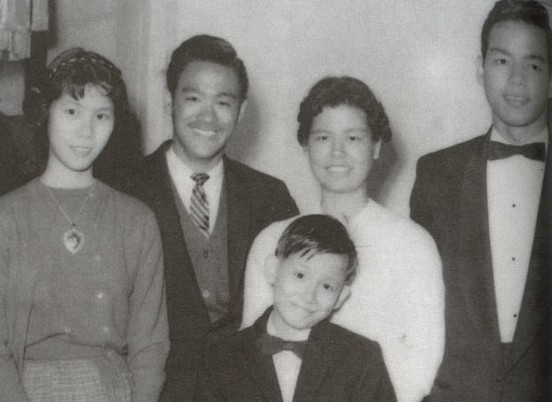
Bruce Lee junto a sus hermanos en Hong Kong.

A inicios de 1959, una escuela de kung-fú retó a la escuela de Ip Man a una pelea, por lo que se reunieron en la azotea de uno de los edificios de apartamentos. Bruce representó al Wing chun y se enfrentó ante el chico representante de la escuela de Choi Li Fut; durante el combate, Bruce fue atacado con un golpe ilegal quedando con el ojo lastimado, pero reaccionó rápidamente y le dio una serie de golpes a su rival dejándolo inconsciente, al punto de romperle unos cuantos dientes. Los padres de este chico no dudaron en denunciar a Bruce ante la policía, algo que lo llevó a ser detenido hasta que su madre acudió a recogerlo.
Con el tiempo, los padres de Lee decidieron que la única alternativa que les quedaba era mandar al problemático Bruce lejos de Hong Kong, para que así pudiera tener una vida más segura y saludable. Sus padres tenían el temor de que Bruce fuera atacado o reclutado por alguna organización criminal como la Tríada, pues anteriormente se había peleado con miembros de esta banda al tratar de ayudar a un amigo suyo; además, sus constantes peleas callejeras habían hecho que la policía lo tenga en la mira y existía la posibilidad de que cayera en prisión.

«El agente de la policía vino y le dijo a mi padre: "Disculpe Sr. Lee, su hijo se pelea mucho en el colegio. Si se mete en una pelea más, tendré que meterlo en la cárcel".»
Robert Lee sobre la vuelta de Bruce a Estados Unidos.

En abril de ese año y ya después de aquella pelea, Bruce se fue con destino a los Estados Unidos para quedarse con su hermana mayor, Agnes Lee, quien ya estaba viviendo con algunos amigos de la familia en San Francisco. Sus hermanos mayores, Peter y Agnes, ya habían estado en los Estados Unidos con visado de estudiante, terminando su educación superior. Bruce no se había graduado formalmente de la escuela secundaria y estaba más interesado en las artes marciales, el baile y la actuación, sin embargo, su familia decidió que era el momento para que volviese a la tierra donde nació y pudiera encontrar su futuro allí.

### Nueva vida en Estados Unidos
El 29 de abril de 1959, con dieciocho años de edad y con cien dólares en el bolsillo, Bruce abandonó Hong Kong y partió hacia San Francisco, Estados Unidos, en el vapor American Presidents Line. Bruce inició su viaje en la cubierta inferior de la nave, pero rápidamente fue invitado a los alojamientos de primera clase para dar a los pasajeros clases de baile como profesor de cha-cha-cha y de paso ganar algo de dinero.  Dieciocho días después de haberse subido al barco y tras una breve escala en Osaka, en la cual Bruce aprovechó para ir a Tokio, el barco llegó a San Francisco. La razón oficial de su viaje era el de obtener la nacionalidad norteamericana, ya que al haber nacido en San Francisco podía conseguirla si volvía a residir allí al llegar a la mayoría de edad. Cuando estuvo en San Francisco, Bruce realizó todo el trámite necesario para conseguir la nacionalidad norteamericana y ya luego se trasladó a la ciudad de Seattle, en el estado de Washington, donde tuvo alojamiento además de trabajo en el restaurante de una vieja amiga de la familia, Ruby Chow.
Por aquel tiempo, Bruce no pensaba en la actuación ni en el baile, ya que tenía la intención de terminar su educación secundaria, por ello es que se inscribió en la Edison Technical School (Escuela Técnica de Edison), de donde se graduó en 1960. Luego se inscribió en la Universidad de Washington, en la facultad de filosofía, drama y psicología, en 1961.

## Carrera como artista marcial

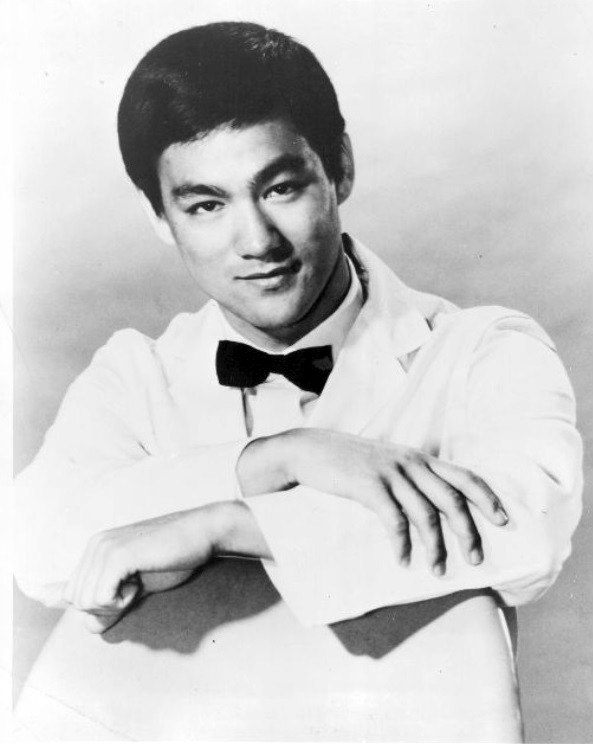
Lee en 1967.

Durante los cuatro años (1961-1964) que estudió en la universidad, Bruce tuvo varios pequeños trabajos en restaurantes, periódicos y más; sin embargo, tuvo que renunciar a estos para así poder ganarse la vida dando clases de wing chun kung-fú en la habitación sin ventanas que le prestaba de vez en cuando Ruby Chow y en parques públicos, además de enseñar en garajes vacíos los sábados.
Allí Bruce Lee había instalado un saco y un muñeco de madera para poder entrenar siempre que el tiempo se lo permitía, aunque los vecinos se quejaban del ruido que hacía cuando entrenaba y tuvo que dejarlo. Como no tenía amigos, comenzó a asistir a las reuniones de una sociedad china, donde había gente que también practicaba kung fu y otros estilos del norte de China, en los que predominaba el uso de las piernas, uso que Bruce desconocía, puesto que el wing chun trabaja piernas a un nivel muy bajo. La sociedad decidió dar una demostración y así Bruce pudo conocer al que sería uno de sus mejores amigos allí en Seattle, Jesse Glover.
Jesse siempre había estado interesado en las artes marciales (había hecho judo), pero cuando vio a Bruce sintió que debía entrenar con él. Bruce aceptó la propuesta de enseñarle. El primer lugar donde entrenaron fue el salón comedor del apartamento de Jesse Glover. En su primer encuentro Bruce pidió a Jesse que le mostrase todo lo que supiera de kung fu. Jesse no había entrenado nunca kung fu con un maestro; todos los conocimientos que poseía acerca del kung fu los había sacado de un libro de James Yimm Lee. Bruce le pidió que le mostrase el libro y después de pasar hojeándolo un buen rato le hizo saber que el estilo mostrado pertenecía a la familia Hung, y que él lo había practicado en alguna ocasión en Hong Kong, pues era un estilo muy conocido allí.
Más tarde, Jesse tuvo la oportunidad de viajar a California con un par de amigos. El objetivo principal de Jesse era visitar a James Yimm Lee. Una vez en Oakland, fueron al domicilio de James y se presentaron diciéndole que le conocían por el libro que había escrito. Este les invitó a pasar y enseguida comenzó a mostrarles sus conocimientos. Esta visita llegaría a ser determinante en la vida de Bruce, pues facilitó que Bruce Lee y James se conocieran.

### Jun Fan Gung Fu Institute
En Seattle, Bruce aceptó a un nuevo estudiante, Ed Hart, compañero de habitación de Jesse Glover, y esto fue la chispa para que Bruce aceptara más y más alumnos, de manera que Jesse y Ed convencieron a Bruce de que cobrase más por sus clases. Al poco tiempo tuvieron que buscar un local, que pronto les quedó pequeño. Por ese tiempo conoció al japonés Taky Kimura (que también había entrenado Judo, obteniendo su cinturón negro 1 Dan), quien llegó a ser el primer instructor asistente de Bruce en el Jun Fan Gung Fu Institute, nombre con el que bautizó a su sala de entrenamiento o kwoon. Por tanto, el nombre del instituto era alusivo al sistema de combate que para el momento era impartido por Bruce Lee, el jun fan gung fu, es decir, el kung fu de Bruce Lee; esto, ya que, gung fu es una frase sinónima de kung fu, mientras que la frase jun fan se refiere al nombre chino de Bruce Lee.
Allan Joe, alumno de James Y. Lee, fue a visitar a Bruce. Corría el año 1962, y Bruce estaba estudiando filosofía en la Universidad de Seattle. Bruce invitó a Joe a ver algunas de las técnicas de wing chun en el muñeco de madera que tenía en el patio trasero del restaurante de Ruby Chow. Allan Joe quedó impresionado y pensó que a James Lee le ocurriría otro tanto si lo viera. Tras esto, James llamó desde Oakland a Bruce preguntándole si podía hacerle una visita para enseñarle algo de su kung fu; aceptó, al considerarlo una buena oportunidad para extender sus enseñanzas. A la semana siguiente marchó para Oakland, alojándose en casa de James.
Allí tuvo ocasión de conocer a Wally Jay, practicante de jiu-jitsu con quien pudo intercambiar conocimientos y aprender algunas de las técnicas de luxación y sumisión. James tenía su garaje repleto de mecanismos para entrenar inventados por él. Allí estuvieron practicando y Bruce le dio algunas sugerencias sobre cómo mejorar estos aparatos. En un viaje posterior Bruce conoció a otros dos artistas marciales, que con el tiempo serían los más famosos de Estados Unidos, Ralph Castro y Ed Parker, con quienes compartió conocimientos y de quienes se ganó el respeto. Este encuentro también fue vital en la vida y futuro de Lee, pues fue Ed Parker quien le abrió las puertas hacia Hollywood.
Bruce siguió viajando repetidas veces a Oakland, a enseñar wing chun a James Lee, e incluso pasaba allí sus vacaciones entrenando con James. El grupo de Seattle seguía creciendo y Taky Kimura fue tomando mayor responsabilidad, ya que no en vano era el asistente instructor de Bruce Lee. Ante el éxito, pensó en ampliar los horizontes de su enseñanza y soñaba con una cadena de gimnasios esparcida por toda el área de California, así que propuso a James ser el instructor jefe del Jun Fan Gung Fu Institute en Oakland.
James compartía con un alumno suyo, Al Novak, una academia llamada Hayward California, y pensó en transformarla en un Jun Fan Gung Fu Institute, convencido de que su alumno compartiría los planes de conversión. Por aquella época James pensaba en publicarle un libro a Bruce. Cuando las pruebas estuvieron listas le llamó para que fuera a Oakland a revisarlas y en esta ocasión Bruce acudió acompañado de Taky Kimura. Los tres estuvieron entrenando en el garaje de James y Bruce se sorprendió de que James se adaptara tan bien a los movimientos del Chi Sao. Neutralizando las acciones de golpeo y proyección de Taky a punta de fuerza, James había desarrollado su cuerpo gracias al culturismo, e incluso había entrenado con Steve Reeves, el famoso culturista Mr. Universo que tantas películas protagonizara como Hércules. James se había basado siempre en la fuerza para ser efectivo y le costaba adaptarse a los nuevos conceptos de suavidad.
El libro finalmente estuvo preparado poco antes de que Bruce regresara a Hong Kong a visitar a su familia y se tituló Chinese Gung Fu, The Philosophical Art of Self Defense. Una vez en Hong Kong, Bruce aprovechó para visitar a su maestro, Yip Man. Pasaron muchas horas tomando té, en las que Yip Man informaba a Bruce sobre materias que desconocía, como historia de arte, etcétera. Bruce pensaba que Yip era ya muy viejo para defenderse, pero durante esta estancia en Hong Kong se dio cuenta de que todavía estaba en forma a pesar de su edad, sobre todo después de haber practicado Chi Sao con él. Allí, en la escuela de Yip Man, también pudo ver a otros compañeros suyos, como William Cheung, que estaba de vacaciones, pues vivía en Australia desde los 18 años. Bruce pasó cinco semanas en Hong Kong, tras las cuales regresó a Seattle para continuar con sus enseñanzas.
Al regresar a Seattle le esperaba una carta de reclutamiento y empezó a temer por su futuro si tenía que ir al ejército. Pidió consejo a James para evitar ir a filas, aunque parecía muy difícil puesto que personas ágiles y fuertes es precisamente lo que demanda el Ejército. Bruce acudió al examen médico en el Centro de Reclutamiento, y para su sorpresa fue declarado no apto para el servicio militar por tener el arco del pie demasiado pronunciado, un defecto congénito, y por ser corto de vista.

## Long Beach Karate Tournament
En 1964, el fundador del Kenpo Karate, Ed Parker, organizó el campeonato Long Beach Karate Tournament y para la ocasión invitó a Bruce Lee, quien sorprendió al público asistente con sus demostraciones y habilidades, como hacer flexiones con dos dedos de una mano (usando el pulgar y el dedo índice de la mano) y el golpe de una pulgada contra Bob Baker.

«Le dije a Bruce que no repitiera de nuevo este tipo de demostración... La última vez que él me dio ese golpe, me tuve que quedar en casa y no fui al trabajo porque el dolor en el pecho era insoportable.»
Bob Baker recuerda el golpe de una pulgada recibido por Bruce Lee.

Fue en aquel campeonato de 1964 donde Lee se reunió por primera vez con Dan Inosanto, quien sirvió como sparring ocasional en las demostraciones que hacía Bruce. Inosanto quedó impresionado con el estilo de este, además le pidió acompañarlo en las demostraciones que hiciera. Bruce Lee aceptó a Inosanto como alumno en el Jun Fan Gung Fu Institute de Los Ángeles, le enseñó y lo certificó como su primer instructor (y es quien actualmente posee la completa certificación para enseñar el estilo de Lee). Mientras Bruce hacía cine, Inosanto daba clases en el instituto.

«No pude dormir pensando como ese hombre me derrotaba tan fácilmente, tenía la sensación de haber aprendido un oficio durante años, y que de repente, llega alguien y te dice: "No le necesitamos más, queda despedido".»
Dan Inosanto, sobre como conoció a Bruce Lee.

Bruce también conoció al maestro de taekwondo Jhoon Goo Rhee. Los dos desarrollaron una amistad de la cual ambos se beneficiaron como artistas marciales. Goo Rhee enseñó con detalles a Bruce la patada lateral alta y otras, mientras que Lee le enseñó a Rhee el puño «no telegráfico».
Lee volvió de nuevo a este torneo en 1967 y realizó diversas demostraciones, como el famoso «unstoppable punch» («golpe imparable») contra el campeón mundial de karate del United States Karate Association, Vic Moore. Bruce lanzó ocho golpes a Vic Moore, quien era cinturón negro, décimo dan; Moore no pudo detener ningún golpe, a pesar de que Bruce le dijo a donde iban a ir dirigidos.

### Los desafíos reales
Bruce Lee recibió muchos desafíos durante su vida pero solo aceptó algunos de ellos, que fueron relatados posteriormente. El pensamiento de Bruce acerca de los desafíos que le lanzaban era el de ganar o ganar ya que al estar en una pelea real, podría morir. 

«Siempre me preguntan: "¿Oye, Bruce, de verdad eres tan bueno?" y yo digo: "Bueno, si digo que sí, pensarás que estoy alardeando y si digo que no lo soy, seguro que me llamarás mentiroso"… bueno, intentaré ser sincero, lo diré de otra forma… no tengo miedo a ningún oponente, se que soy autosuficiente y que no me preocupa. Cuando tomo la decisión de luchar o de defenderme, ya no hay más que hablar, se acabó, y más te vale matarme antes».
Bruce Lee

#### Pelea con Yoichi Nakachi
Yoichi Nakachi, un compañero japonés de Bruce Lee en la Edison Technical School (lugar donde cursó su secundaria), solía asistir a las demostraciones que Bruce hacía. En una ocasión, Bruce mencionó que los estilos internos de kung-fu son considerados mejores que los estilos externos. Ante esto, Yoichi, quien en ese momento era cinturón negro de karate, se molestó (ya que el karate proviene de estos últimos) e inició una campaña para luchar contra él. A menudo solía molestar a Bruce con gestos y miradas, e incluso mandaba a sus amigos con el fin de retar a Bruce; luego lo desafió abiertamente en público, dondequiera que este realizara demostraciones de kung-fu. Bruce preguntó a sus estudiantes si creían que sería bueno luchar con él pero todos le recomendaron que lo ignore. Pero, a pesar de lo dicho por sus alumnos, Bruce aceptó el combate con Yoichi. Al comienzo, la pelea sería en el último piso de la escuela, pero Jesse Glover lo convenció de luchar en el campo de baloncesto del YMCA. Las reglas de la lucha fueron: tres asaltos de dos minutos, y si uno era derribado, se pondría fin a la pelea; además si una persona no podía continuar, el contrincante pondría fin a la lucha.
Según cuenta Glover, Bruce quiso ir a pelear con todo pero este le recomendó que no lo hiciera ya que podría matarlo. Así que decidió utilizar solamente sus puños y pies, mientras tanto Yoichi comenzó la lucha desde una postura clásica profunda y larga de karate, pero rápidamente cambió a la posición del gato. Bruce estaba de pie con la clásica postura alta y corta del Wing Chun. Yoichi le lanzó una patada frontal pero Bruce lo bloqueó con su antebrazo y le respondió con una serie de golpes rectos en cadena propios del wing chun, lo que hizo que Yoichi retrocediera a través del campo de baloncesto. Cuando Yoichi se chocó con la pared, trató de agarrar a Bruce, pero este lo esquivó y lo golpeó con un golpe doble en el pecho y la cabeza. Desequilibrado, Yoichi voló por el aire, rápidamente Bruce lo persiguió hasta que le lanzó una patada al abdomen y finalmente, la rodilla de Yoichi tocó el suelo, y se rindió.
Glover, quien era el árbitro de la pelea gritó para que se detuvieran. Yoichi se levantó pero volvió a caer inconsciente en el suelo. Luego de mucho tiempo, recuperó la conciencia. Los asistentes en aquel combate vieron como la cara de Yoichi parecía haber sido golpeado por bates de béisbol; además de su cráneo, que estaba roto y sangraba del ojo.

«Ambos iban al mismo colegio en Seattle. Y siempre que Bruce hiciera una demostración este tipo lo tomaba a personal (…) en exhibiciones él se levantaba y desafiaba a Bruce abiertamente en el escenario. Finalmente llegó el punto donde Bruce tuvo que decirle que si seguía así tendrían que arreglar esta situación. Por supuesto, Yoichi estaba listo y Bruce le dijo: "Te lo diré directamente, me estás desafiando, ¿cierto?", y el karateka japonés (quien años más tarde llegaría a ser el sensei Yoichi Nakachi) respondió: "Sí, te estoy desafiando".

Entonces decidieron ir a un campo de balonmano local y encerrarse allí. "Cuando comenzaron, el karateka abrió el combate con una patada que Bruce bloqueó y luego lo golpeó con puños directos a través de todo el predio. Cuando dio contra la pared y estaba cayendo, Bruce lo patea.
Todo terminó en once segundos.

"Después de eso, este tipo quiso hacerse miembro de nuestra clase. Quería hacerse discípulo de Bruce. Para mostrarte qué clase de tipo era Bruce, él lo dejó ir a nuestra clase por un período, después de lo cual el karateka, no se sabe bien por qué, seguramente por la humillación que implicaba, no volvió a aparecer"».
Entrevista a Taky Kimura realizada por Paul Bax (The Seattle Years: The Taky Kimura Interview).

Jesse Glover, el primer estudiante de Bruce Lee, también relató este encuentro en el libro Bruce Lee Between Wing Chun and Jeet Kune Do (1976), donde, según cuenta Glover: «El karateka que se encontraba en el suelo luego de recibir la patada que le desfiguró el rostro, preguntó preocupado por la duración del combate y Ed Hart, su compañero también presente y encargado de controlar el tiempo, más piadoso, lo duplicó y le dijo: veintidós segundos».

#### Pelea con Wong Jack-man
En el barrio chino (Chinatown) de Oakland, California, Bruce Lee se vio retado oficialmente a un desafío frente a la comunidad tradicional china, la cual no estaba de acuerdo con que Bruce enseñara kung fu a estudiantes que no fueran chinos; Bruce tuvo una controvertida pelea con Wong Jack-man, alumno directo de Ma Kin Fung, conocido por ser maestro de Xing Yi Quan y Wushu.
Según comentó oficialmente su viuda, Linda Emery, la comunidad china le dio un ultimátum a Bruce para que dejara de enseñar sus tradiciones a los que no fueran chinos, considerados en ese entonces como bárbaros, algo que Bruce no acató, por lo que fue retado a un combate con un reconocido exponente del Kung Fu de San Francisco en aquel entonces, Wong Jack-man, entrenado en el estilo Shaolin norteño (el cual posee un amplio repertorio de técnicas de patadas, más que el Wing chun utilizado por Bruce Lee en ese entonces). Entonces se fijó una fecha para el combate (la fecha fue en diciembre de 1964), el cual tendría lugar en la sala donde Lee daba sus clases. La disposición de la pelea era que si Bruce perdía tendría que dejar de enseñar a los extranjeros, además de cerrar sus escuelas; pero si ganaba, tendría la libertad de enseñar a los blancos caucásicos o a cualquier otra persona, fuera o no china. Aunque tiempo después, Wong Jack-man negó esto y dijo que un amigo suyo le entregó un papel en donde Bruce lo invitaba a pelear; ante esto Wong asistió a una demostración que Bruce realizó en un teatro de Chinatown y ahí, luego de oír decir a Bruce que podía vencer a cualquier artista marcial, aceptó pelear y le entregó un papel a Lee. Wong también menciona que no discrimina a los caucásicos y a los no chinos. En una entrevista, Bruce comentó: «Ese papel tenía todos los nombres de los sifus del barrio chino (Chinatown), pero no me asusta».
El luchador en representación de la comunidad tradicional china de San Francisco, Wong Jack-man, pretendió poner ciertas reglas al combate, como no pegar en los genitales ni en los ojos, pero Lee le indicó que las condiciones las ponía él, quien era el retado, y el combate se desarrollaría sin regla alguna.
Hay varias versiones de este encuentro. Esta la de Linda Emery, quien relata en el libro que escribió sobre la vida de su esposo, Bruce Lee: The Man Only I Knew y en concordancia a lo que declaró el propio Bruce Lee en una entrevista radial, el luchador chino luego de un intercambio de golpes, comenzó a dar vueltas en círculo por el gimnasio tras lo cual Bruce lo alcanza, lo derriba al piso dándole golpes de puños en la cabeza, y manteniéndolo allí con una técnica de inmovilización le pregunta, tres veces, en idioma cantonés: «¿Es suficiente?», recibiendo como respuesta «sí, es suficiente».
Otras explicaciones dicen que el desafiante comenzó atacando y Bruce respondió con tres puños rectos, aunque solo el primero impactó claramente en su mandíbula; este se puso a una distancia en la que Bruce Lee no pudiera llegar con sus cortos desplazamientos y le dio un golpe que alcanzó a Bruce en la parte izquierda de su mandíbula, esto lo hizo reaccionar y se lanzó tras Wong Jack-man, que parecía huir. Bruce Lee lo persigue a través de toda la sala, golpeándole en la espalda y en la cabeza (producto de esto él relata en la mencionada entrevista radial que se le habían hinchado los puños, comenzando así a darse cuenta de las limitaciones del Wing Chun, en la distancia larga). El hombre intentaba no darle la cara, giraba para darle la espalda, pero finalmente Bruce lo acorraló y este se rindió.
Posteriormente Bruce se dio cuenta de que la pelea había durado más de lo que pensaba y que estaba exhausto, por lo que decidió mejorar su condición física para tener mayor resistencia. Por otra parte decidió modificar su Kung Fu para que funcionara mejor contra golpes circulares y añadió una amplia gama de desplazamientos. También empezó a entrenar sus puños con bolsas de arena dura y piedras. A medida que iba haciendo modificaciones en el estilo, se fue desvinculando del Wing Chun y comenzó a llamar al nuevo estilo Jun Fan Gung Fu («el Kung Fu de Bruce Lee»), que tres años más tarde lo rotularía como Jeet Kune Do, más evolucionado aún.

#### Rodaje deEnter the Dragon
Durante el rodaje de Enter the Dragon (Operación Dragón), que fue la última película que Bruce Lee filmó y finalizó solo semanas antes de su muerte, el productor Fred Weintraub y los coprotagonistas Bob Wall y Bolo Yeung han relatado públicamente los constantes desafíos que Bruce Lee recibió detrás de cámaras por parte de los extras chinos contratados para la película, muchos de los cuales eran artistas marciales miembros de las organizaciones criminales locales o tríadas chinas. Bruce por lo general trataba de ignorarlos en su mayoría pero en algunas ocasiones le era difícil.
El coprotagonista de la película, Bob Wall, relata un reto que presenció en el cual, a pesar de la pérdida de tiempo de filmación y trabajo que implicaba, Bruce Lee aceptó:

«El hombre se presentó de un salto y era mucho más grande que Bruce, definitivamente quería hacerle daño, pero comenzó la pelea y Bruce empezó a golpearlo, a hacerle llaves en los pies, llaves en las manos, jugaba con él. Bruce no era malo pero sí le demostró quién mandaba… El jefe Bruce era un excelente luchador callejero… luego terminaba y decía "adelante, vamos a trabajar"…, este combate con el extra quedó documentado. Bruce Lee literalmente barrió el suelo con él».
Bob Wall, sobre los retos que recibió Bruce Lee, en el documental The Curse of the Dragon (1993).

Bolo Yeung, quien también participó en Enter the Dragon, cuenta que durante la filmación de la mencionada película mientras Bruce Lee enseñaba las coreografías a sus colegas, aquel extra le hacía comentarios indirectos y ofensivos a Lee detrás de cámaras, haciéndole entender que su estilo de lucha no era real. Ante esto Yeung relata en cantonés:

«Cuando filmábamos Enter the Dragon (Operación Dragón), un doble desafió a Lee Siu Lung ("El pequeño dragón" en chino), este quería probar el Jeet Kune Do, y Bruce le dice: "De acuerdo, ven y baja entonces". Se movieron un poco, hasta que recibió una patada de Bruce Lee. Eso fue suficiente. Y todo terminó… muy rápido».
Bolo Yeung, sobre los extras que retaron a Bruce Lee, en el documental The Life of Bruce Lee (1994).

Fred Weintraub, quien fue el productor de la película y además estuvo constantemente con Bruce Lee durante la filmación de tal, también relata sobre los desafíos que hubo durante el rodaje:

«Yo estaba preocupado de que alguien saliera lastimado porque había desafíos todos los días… ellos tenían un rito en que se desafiaban donde cruzaban las manos y golpeaban los pies… pero las peleas por suerte no duraban mucho porque Bruce ¡pa, pa, pa!, los noqueaba y seguía adelante».
Fred Weintraub, sobre los retos hechos a Bruce Lee, en el documental The Curse of the Dragon (1993).

También se pueden encontrar otros relatos presenciales, como el de Paul Heller, el otro productor de Enter the Dragon, quien refiere a Bruce Lee como alguien «increíblemente rápido».
En la entrevista realizada a Bruce Lee entre 1971 y 1973 por su discípulo George Lee (Saber no es suficiente: Entrevista a Bruce Lee) se menciona a un artista marcial y extra de la película mencionada, llamado Lo Tai Chuen, quien desafió a Bruce Lee abiertamente por los medios.

## Carrera cinematográfica

### Inicios en la actuación

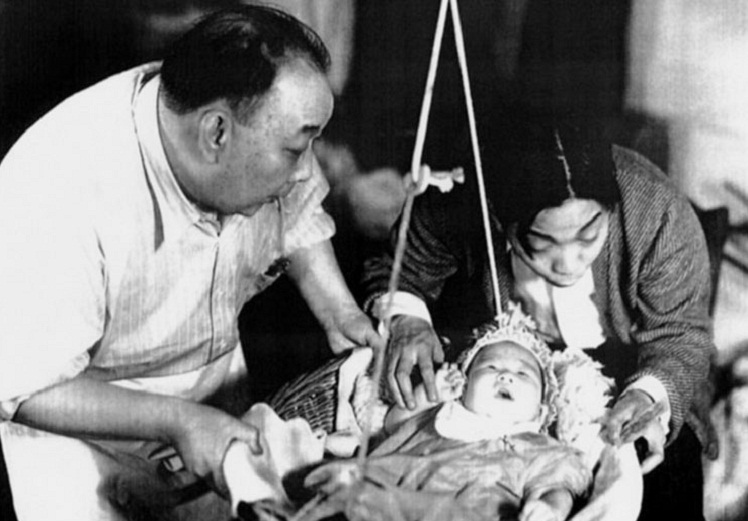
Bruce Lee es el bebé de la película hongkonesa Golden Gate Girl (1941).

Su primera aparición cinematográfica fue a los dos meses de edad en Golden Gate Girl, también conocida como Tears of San Francisco; esta película se grabó en San Francisco en el año 1940, pero se estrenó un año después, en 1941.
Posteriormente, Bruce rodó alrededor de veinte películas más y en todas ellas figuró su nombre artístico, Lee Siu Lung , que significa el "Pequeño Dragón Lee"; este apodo lo acompañó por el resto de su vida y fue adquirido en la película de 1948, Wealth is Like a Dream. La película de 1950 The Kid es la única en la que trabajó con su padre, pero curiosamente no aparecen juntos en ninguna escena.
En febrero de 1965, Bruce y su esposa Linda tuvieron a su primer hijo, Brandon, y 6 días más tarde, Lee Hoi-chuen (el padre de Bruce) murió en Hong Kong, por lo que se marchó inmediatamente para asistir al funeral; cuando regresó a Oakland, Bruce recibió la llamada telefónica de Ed Parker, quien le dijo que hiciera una prueba en Hollywood con William Dozier, productor ejecutivo de la serie de televisión Batman, quien lo había visto un año antes en la exhibición de artes marciales que había dado en Long Beach. Luego, Dozier le preguntó a Bruce si él estaría interesado en desempeñar el papel de Lee Chan (The Number One Son) en una adaptación para la televisión de Charlie Chan. Bruce expresó su interés por el proyecto y tan solo una semana después se marchó a Hollywood, donde realizó las pruebas. Bruce firmó una opción de contrato y comenzó inmediatamente las clases de arte dramático; el estudio, 20 Century Fox, le impartió clases de arte dramático y actuación, para poder explotar mejor sus dotes de expresión y adaptarlo al mercado del cine estadounidense, pero sus esperanzas se desvanecieron cuando recibió la llamada de Dozier comunicándole que la serie se había suspendido. Dozier sabía de Bruce gracias a la mediación de un amigo común de él y Parker (Jay Sebring, el peluquero de Hollywood que era amigo de Sharon Tate, siendo los dos asesinados en la matanza dirigida por Charles Manson).
En febrero del año siguiente (1966), se le ofreció a Bruce un papel secundario en la serie televisiva The Green Hornet (El Avispón Verde), interpretando a Kato, donde trabajó junto a Van Williams. Una vez firmado el contrato, guardó sus cosas y se marchó con su familia a Los Ángeles, donde compró un pequeño apartamento en el Wilshire Boulevard, en Westwood. Su amigo, James Y. Lee, se entristeció mucho, pero Bruce le prometió visitarle tan a menudo como pudiera, para entrenar con él y sus alumnos. El éxito que obtuvo esta serie fue más allá de las pantallas, ya que Bruce estaba mostrando una innovadora técnica de lucha, desconocida por ese entonces para el público estadounidense acostumbrado a las peleas de boxeo; esta serie duró una temporada y terminó exitosamente en 1967. Asimismo, Bruce volvió con su personaje de Kato y apareció en tres episodios de la serie Batman.
En 1967, Bruce abrió su tercer Jun Fan Gung-Fu Institute, que fue su último kwoon; este se ubicaba en el 628 de College Street, en el barrio chino de Los Ángeles, y, contrariamente a los que tuvo en Seattle y Oakland, este no tuvo ninguna marca que lo identificara, e incluso para mantener el anonimato las ventanas fueron pintadas. Bruce no necesitaba el gimnasio para vivir, pues, afortunadamente, podía hacerlo de sus apariciones en televisión y cine. Así que, de este modo, la gente del Chinatown eran seleccionados cuidadosamente entre artistas marciales con talento, artistas de cine y gente relacionada con el mundo del espectáculo que Bruce había conocido, como Joe Lewis, Mike Stone, Steve McQueen, James Coburn, Stirling Siliphant, Kareem Abdul Jabbar, entre otros.

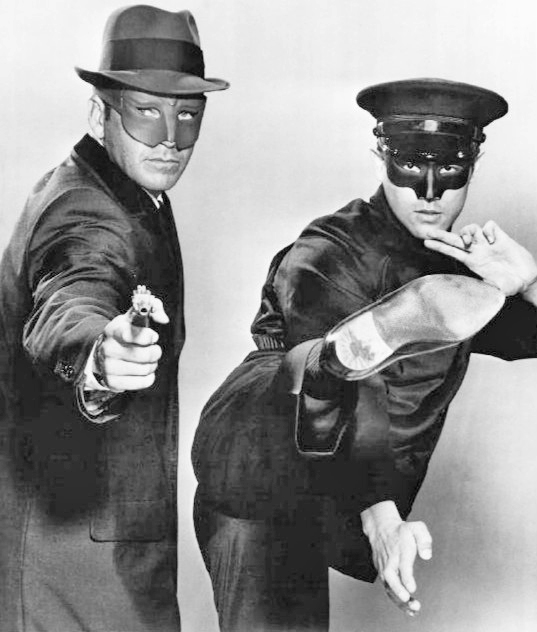
Lee como Kato (derecha) junto a Van Williams en la serie de televisión The Green Hornet (1966).

A Bruce no le gustaban las clases cargadas de gente, ya que pretendía que las clases fueran lo más parecido al entrenamiento personal, y ponía el ejemplo de un entrenador de boxeo que solo podía enseñar a dos o tres como máximo si quería que el boxeador le respondiera arriba, en el cuadrilátero. Fue por ello que rechazó la oferta de fundar una cadena de gimnasios con el nombre de Kato.
Por esos años, Bruce tuvo pequeños papeles en Ironside y Here Come the Brides. En 1969, Lee hizo una pequeña aparición en su primera película estadounidense, Marlowe, en la que representaba a un matón contratado para intimidar al detective privado Philip Marlowe, que era interpretado por James Garner.
En 1970, luego de haber sufrido una lesión dorsal mientras levantaba pesas y tener los resultados no alentadores de los doctores, Bruce comenzó a recuperarse en cuestión de meses. Quiso retomar su carrera artística, por lo que comenzó a trabajar en el guion de The Silent Flute en conjunto con James Coburn y Stirling Silliphant; dicha película tuvo que haberlo lanzado al estrellato. Este guion es enviado a Warner Brothers y luego de unos meses le dan luz verde al proyecto con la condición de que se ruede en la India, por lo que Bruce, Coburn y Silliphant viajan al mencionado lugar, exactamente a Nueva Delhi. Ahí se pasan diez días buscando localizaciones para la película sin tener éxito alguno. Ya para inicios de 1971, Bruce tenía en mente The Warrior (El Guerrero), película que trataría sobre un monje Shaolin del viejo oeste estadounidense en busca de conocimiento y aventura. Paramount Pictures y Warner Brothers recibieron la propuesta de Bruce pero ambos querían que él actúe en un tipo de serie más a la época, que relacionada con el viejo oeste. Para junio de 1971, Bruce se sentía mal anímicamente ya que no lograba encontrar trabajo en el mundo de la actuación, y además quería plasmar su sistema de lucha en las pantallas, por lo que su amigo Stirling Silliphant escribe un guion exclusivamente para él en el cual Bruce puede mostrar su visión sobre la lucha y filosofía de las artes marciales. Lee comenzó las grabaciones del primer episodio de la serie de televisión Longstreet, que se tituló «The Way of the Intercepting Fist», mismo nombre que el de su sistema de lucha.

«... Sabes, yo hice Longstreet para Paramount, y la Paramount quería que esté en una serie de televisión. Por otra parte, Warner Brothers me quiere en alguna otra. Pero ambos, en mi opinión, quieren que estuviera en un tipo moderno de algo y piensan que la idea occidental está fuera...»
Bruce Lee, sobre Paramount Pictures y Warner Brothers.

Finalmente, la Warner Brothers aceptó la idea de The Warrior y la llevaron a cabo con el nombre principal de Kung-fu; sin embargo, Bruce se llevó una gran decepción cuando se enteró de que el creador de la serie no era él sino otra persona, llamada Ed Spielman, además de que ABC Network, que trabajaba en conjunto con Warner Brothers, designó al actor estadounidense David Carradine para el papel protagónico, siendo discriminado por su ascendencia china, no bien vista en los foros americanos. Tiempo después, el ejecutivo de Warner Brothers Harvey Frand reconoció que él y Jerry Thorpe, quien fue el director de la serie, querían a Carradine como protagonista alegando que no utilizaron a Bruce como actor principal porque supuestamente iba a ser una apuesta muy arriesgada comercialmente, pero que, aun así, una gran parte del estudio quiso a Lee como Caine.

### Consagración

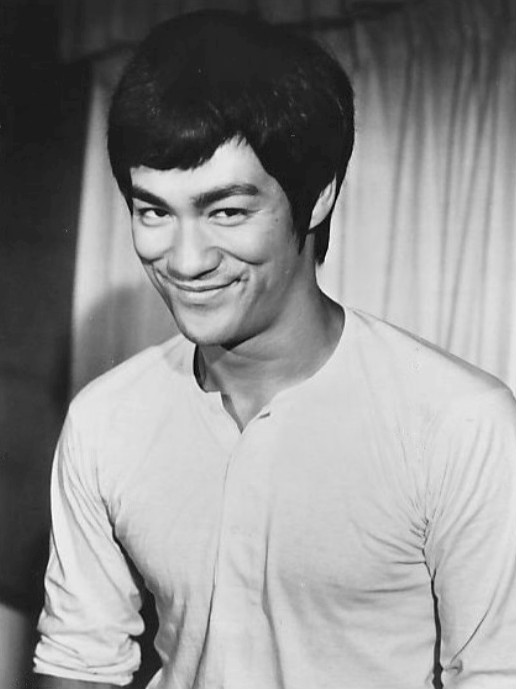
Bruce Lee en The Big Boss (1971).

A mediados de 1971 y estando de visita en Hong Kong, Bruce se sorprendió al saber que la serie que había grabado unos años atrás, The Green Hornet (El Avispón Verde), era un éxito, e incluso allí la llamaban El show de Kato. Luego de eso volvió a su hogar en Los Ángeles, pero inmediatamente recibió la llamada de un productor de cine en China, Raymond Chow, de la Golden Harvest; este le ofreció a Bruce quince mil dólares de comisión si aceptaba participar como actor principal en el rodaje en dos de sus películas, algo que Lee acepta, aunque antes de irse termina de grabar el primer episodio de la serie Longstreet, «The Way of the Intercepting Fist».
En ese momento decide ir a vivir a Hong Kong, y pide a Taky Kimura (responsable de la escuela de Seattle), a James Lee (responsable de la escuela de Oakland) y a Dan Inosanto (responsable de la escuela de Los Ángeles), que cierren sus actividades, y que no se dediquen más a enseñar comercialmente lo que les había enseñado. 
Luego de llegar a Hong Kong, Bruce parte inmediatamente hacia Pak Chong, en Tailandia, para rodar su primera película The Big Boss (El Gran Jefe o Kárate a muerte en Bangkok). En la primera reunión en persona que tuvo Bruce Lee con Raymond Chow, al darle la mano, Bruce le dijo: «Voy a ser la estrella china más grande del mundo». El rodaje de la película, que duró seis semanas, se inició en unas condiciones muy duras, y con un presupuesto de cien mil dólares; durante la primera semana de la película, Bruce se torció el tobillo y cogió una fuerte gripe durante su proceso de recuperación, y en ocasiones se cortaban las grabaciones por invasión de cucarachas. Bruce y los demás actores perdieron peso durante el rodaje; no comían debido a las malas condiciones en las que se preparaban los alimentos y en su lugar tomaban pastillas vitaminadas para poder aguantar los rodajes. Finalmente, el director, Wu Chai Wsaing, es reemplazado por su mal carácter y como reemplazo viene Lo Wei; los problemas entre él y Bruce iniciaron rápidamente. Después de terminar las grabaciones, Bruce y parte del equipo de grabación regresaron a Hong Kong, e inmediatamente, estando aún en el aeropuerto de Kai Tak, realizaron una improvisada rueda de prensa donde anunciaron la fecha de estreno para el 3 de octubre de ese mismo año en Hong Kong.
Tres días después, Bruce regresó a los Estados Unidos solamente para grabar tres episodios más de Longstreet, donde apareció como el maestro de artes marciales de Mike Longstreet (James Franciscus). A inicios de octubre, Lee volvió a Hong Kong para el estreno de The Big Boss; película que se convirtió en un éxito rotundo logrando recaudar en su primer día trescientos setenta y dos mil dólares, a los tres días alcanza el millón y llega hasta un total de tres millones doscientos mil dólares. Tras el estreno de The Big Boss, Bruce se ganó la cúspide de la popularidad china, donde se le consideraba un héroe nacional.
Luego de la película, diversas productoras querían tener a Bruce en sus filas; incluso le hicieron llegar un cheque en blanco con el fin de dejar a Chow. Por otra parte, la Warner Brothers quiso retomar y apurar el proyecto de The Silent Flute, ofreciéndole veinticinco mil dólares. Sin embargo, Lee decidió rechazarlos a todos y cumplir el contrato que tenía con la Golden Harvest, dedicándose por completo a su próxima película, Fist of Fury (Furia oriental o Puños de Furia), donde se explotó la superioridad del Kung Fu sobre las artes marciales japonesas del karate, el judo y la esgrima samurái. Esto como una forma de conjurar el sentimiento de inferioridad chino frente a la invasión del territorio de Manchuria de parte de los japoneses durante la guerra. El éxito logrado en Fist of Fury superó toda expectativa y logró recaudar USD 4 431 423 en su natal Hong Kong, batiendo un récord de taquilla establecido por su anterior película The Big Boss; con esto, Bruce Lee se transformó en una consolidada estrella de películas de artes marciales.

Logotipo de Concord Production Inc.

En 1972 y ya acabado el contrato con Golden Harvest, Raymond Chow le ofreció un nuevo contrato para así volver a trabajar con el director Lo Wei en la película Yellow Faced Tiger, pero Bruce se negó ya que él mismo quería dirigir sus propias películas, por lo que Bruce y Chow crean la Concord Production Inc., en la cual Bruce aportaba el aspecto creativo y Chow el económico.
El primer proyecto de Lee y Chow fue Way of the Dragon (El regreso del Dragón o El furor del Dragón), película en la cual Bruce fue actor, guionista, coproductor y director, y además se encargó de tocar la percusión en el tema central de la banda sonora. La grabación de este filme se llevó a cabo en Roma, Italia, donde también actuaron la actriz Nora Miao, el actor Bob Wall y el siete veces campeón mundial de «karate deportivo» en la modalidad de full contact y estilista de Tang Soo Do Chuck Norris. Luego de un mes de grabaciones en Roma, Bruce volvió a Hong Kong junto a Norris y Wall. Un día después, los tres aparecieron en el programa de televisión Enjoy Yourself Tonight para promocionar la película.
Bruce Lee tuvo la intención de que Way of the Dragon fuese la primera de una trilogía, aunque antes de hacer eso dio inicio a lo que sería su próxima película, Game of Death (Juego de la Muerte), grabando escenas con sus amigos y discípulos Dan Inosanto, Tse Hon Joi y Kareem Abdul Jabbar.
En diciembre de ese año (1972), Bruce asistió al estreno de Way of the Dragon, película que se convirtió en otro éxito de taquilla dentro del circuito chino, ya que Bruce no quiso que saliera de él, recaudando más de cinco millones de dólares y batiendo nuevamente todos los récords establecidos por sus anteriores películas. Esta película es considerada un clásico de las artes marciales, y la lucha en el coliseo romano es una de las más memorables en la filmografía de Bruce Lee; es conocida como el combate del siglo. 
Unos días después del estreno de Way of the Dragon, Bruce tuvo la intención de seguir con las grabaciones de Game of Death pero esto se vio interrumpido luego de que recibió una oferta de quinientos mil dólares por parte de Ted Ahley, presidente de la Warner Brothers, para ser el actor principal y codirector de las escenas de lucha en la película de artes marciales Blood and Steel; a Bruce no le agradó el nombre y pidió que se llame Enter the Dragon (Operación Dragón), título que los productores aceptaron. Esta fue la primera película de artes marciales chinas en ser producida por un estudio importante de Hollywood (Warner Brothers), en asociación con la compañía Concord Production Inc.
Game of Death fue puesta en espera para dar paso a la filmación de Enter the Dragon, que comenzó a grabarse en enero de 1973, en Hong Kong. La producción cinematográfica de esta nueva película era mejor que las anteriores, pero aun así Bruce estaba nervioso, ya que era su primer proyecto internacional, lo que hizo retrasar el comienzo de la producción. Hubo problemas con la traducción del guion, además de algunos conflictos culturales, ya que el equipo americano no quería comer comida típica china, y también habían lesiones frecuentes por falta de equipos especiales para garantizar la seguridad en las escenas más arriesgadas. Bruce sufrió varias lesiones y accidentes durante la grabación, tal como un corte con una botella que impactó contra él y la mordedura de una cobra. Él se preocupó y trabajó en cada uno de los aspectos de la película, tanto así que en marzo, cuando finalizaron las grabaciones de la película, había perdido peso, además se encontraba inquieto y nervioso; quería que la película fuera buena y aceptada por el público occidental.
Bruce y algunos trabajadores de la película vieron el proyecto completo de Enter the Dragon en un preestreno especial de revisión donde ni la música ni los efectos especiales habían sido añadidos aún; Bruce sintió que finalmente se iba a convertir en una estrella internacional. El estreno se fijó para el 29 de agosto de 1973, en el Grauman's Chinese Theatre (Teatro chino de Hollywood).

«... Bruce pudo ver la versión final de Enter the Dragon y pudo ver su trabajo terminado. A él le gustó mucho. Entre el día de su muerte en julio y el estreno en agosto, se cortaron algunas escenas de la película, sobre todo las de contenido filosófico. Él tenía mucha determinación y sabía lo que quería comunicar acerca de las artes marciales y su filosofía. Estaba decidido a que su sueño formara parte de la película... Me alegra mucho de que los espectadores conozcan a Bruce con la versión que a él más le gustaba, Bruce se sentiría muy orgulloso de poder decir y de que la gente dijera de él: "Él fue un verdadero ser humano". Era vibrante y estaba lleno de vida siendo fiel a sí mismo.»
Linda Lee Cadwell, sobre Bruce Lee y Enter the Dragon.

Enter the Dragon se exhibió en Hong Kong seis días después de su muerte, mientras que el estreno en Estados Unidos se dio recién en agosto de ese año. La película tuvo un éxito de taquilla abrumador, recaudando doscientos millones de dólares en su estreno,  y quedando en segundo lugar, solo por detrás de El exorcista (que recaudó 357 500 000 dólares en su estreno), pero superando a otras películas como Serpico, de Al Pacino, High Plains Drifter, de Clint Eastwood, La soga de la horca, de John Wayne, entre otras; Bruce Lee se granjeó una fama póstuma entre el público estadounidense y es considerada su obra cumbre. Una de las escenas más recordadas de esta película es la pelea que Lee, nombre del personaje de Bruce, tiene ante Mr. Han (Shih Kien) en la sala de los espejos. Dicha película fue catalogada en el 2004 como «culturalmente significante e importante» por la Biblioteca del Congreso de Estados Unidos (Library of Congress) y fue seleccionada para ser preservada en el Registro Nacional de Cine (National Film Registry) de dicho país.
Game of Death fue la siguiente película en su filmografía; esta se comenzó a grabar a finales de 1972, antes de iniciar Enter the Dragon, por lo que Bruce Lee solo grabó cuarenta minutos de la película antes de su prematura muerte. El largometraje fue terminado por la Golden Harvest y se estrenó en 1978, haciendo uso de un doble y notorios ―hasta burdos― montajes. Solo se añadieron once minutos del rodaje inicial.

## Últimos meses y fallecimiento

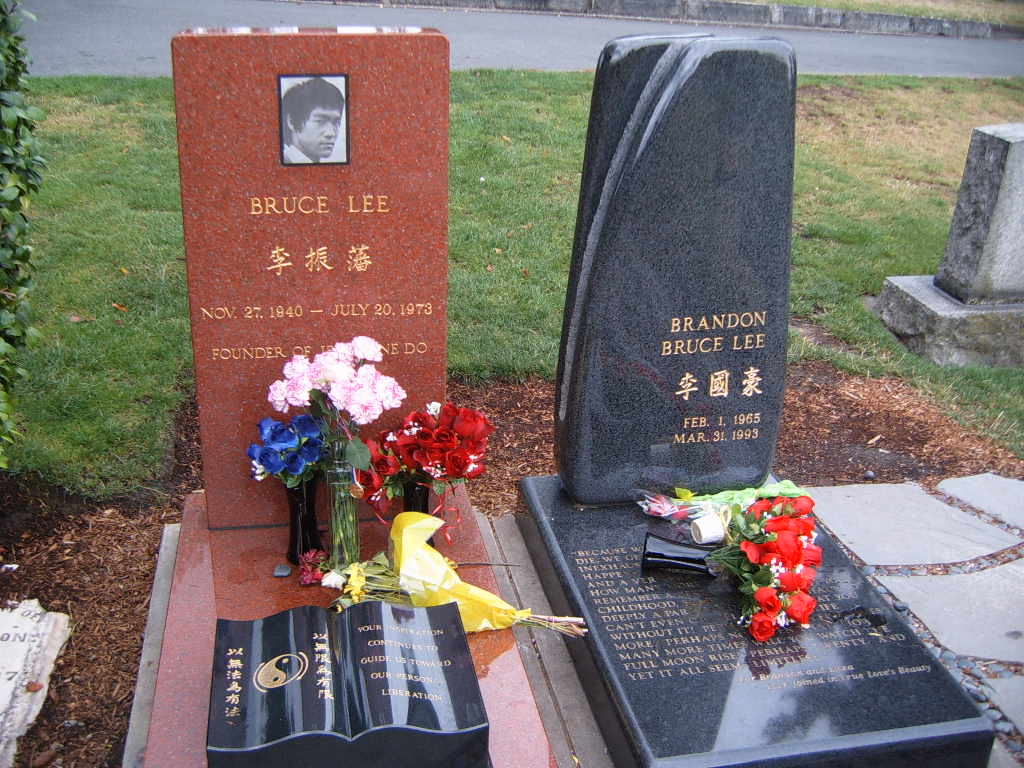
La tumba de Bruce Lee está junto a la de su hijo Brandon en el cementerio Lakeview de Seattle.

Bruce Lee falleció en Kowloon, Hong Kong, el 20 de julio de 1973 con tan solo 32 años de edad debido a una hipersensibilidad alérgica al meprobamato, uno de los componentes químicos del Equagesic, un analgésico para el dolor de cabeza. Meses antes de fallecer, Bruce había tenido diversos desmayos, exactamente desde inicios de 1973, de los que logró recuperarse rápidamente.
El 10 de mayo de 1973, durante una de las sesiones de doblaje de Enter the Dragon en los estudios Golden Harvest, Bruce empezó a sentirse mal y decidió ir al baño para refrescarse, en dicho lugar comenzó a tener convulsiones y vómitos hasta que finalmente sufrió un colapso, a raíz del cual perdió el conocimiento. La gente que se encontraba en los estudios Golden Harvest notaron que Bruce tardaba mucho tiempo por lo que fueron a buscarle. Debido a que sufría ataques epilépticos y dolores de cabeza, fue llevado de urgencia al Hospital Bautista de Hong Kong, donde los médicos le diagnosticaron edema cerebral. Pudieron reducir la hinchazón mediante la administración de manitol. El neurocirujano Peter Woo, doctor que lo atendió, no sabía exactamente a qué se debía la hinchazón cerebral que presentaba, pero, con el fin de tratarle y reducirle la inflamación, le administraron manitol; le salvaron la vida en aquella ocasión. Bruce comenzó a recuperar el sentido inmediatamente; sin embargo, no podía hablar y tardó varios días en recuperarse por completo.
Ese mismo mes, tras terminar la posproducción de Enter the Dragon, Bruce vuelve a Los Ángeles para realizarse un examen médico completo en la UCLA (Universidad de California). El resultado fue positivo para Bruce ya que le dijeron que tenía la salud y el cuerpo de una persona de 18 años; además, no se encontró ninguna anomalía. Le explicaron que la pérdida de conocimiento que tuvo unos días antes fue producida por un edema cerebral, con un exceso de líquido que rodeaba al cerebro. A Bruce le recetaron Dilantin (fenitoína), un medicamento que calma la actividad del cerebro.
El 10 de julio de ese año, Bruce tuvo un altercado con su antiguo director, Lo Wei, en los estudios Golden Harvest. Lo Wei afirmaba que Bruce lo había amenazado con un cuchillo. Este incidente llegó a oídos de la prensa y ocasionó que Bruce fuera invitado al programa Enjoy Yourself Tonight, donde habló sobre el incidente. Ésta fue la última aparición televisiva que Bruce hizo en vida.
El 20 de julio de 1973 (diez días después de aquel incidente), Bruce Lee estaba en su casa de Kowloon discutiendo el guion de Game of Death con Raymond Chow. Entre los dos eligieron a la actriz taiwanesa Betty Ting Pei para un papel femenino importante en la película. Después de esto, Chow regresó a su casa pero antes acordó con Bruce y el actor George Lazenby tener una cena la noche de aquel día; Chow quería que Lazenby trabajase en la película Game of Death. Unas horas después, Bruce se dirigió a la casa de Betty Ting Pei con el fin de tratar el guion de la película. Estando en el apartamento de su amiga, alrededor de las dos de la tarde de ese día, Lee sintió un profundo y agobiante dolor de cabeza. Betty, según su versión que es considerada oficial, le proporcionó un analgésico con receta médica llamado Equagesic (combinación de aspirina y el tranquilizante meprobamato), que le sumió en una profunda inconsciencia de la cual ya no volvería, entrando en estado de coma.
A las 9:00 p. m. Raymond Chow llamó por teléfono a casa de Betty para saber por qué Bruce no había asistido a la cena como habían acordado. Betty le respondió que no podía molestar a Bruce porque estaba durmiendo. Cuando se dirigió al dormitorio para intentar despertarlo, no respondía, había entrado en un estado de coma. A los diez minutos, llegó un médico de urgencias a la casa de Betty e intentó reanimar a Bruce, pero viendo que no respondía llamaron a una ambulancia que llegó alrededor de las diez de la noche y que lo llevó al Queen Elizabeth Hospital. Raymond llamó por teléfono a la esposa de Bruce, Linda, para avisarle lo que estaba sucediendo. Cuando Bruce llegó al hospital, los doctores lo ingresaron en cuidados intensivos y comenzaron a darle masajes cardíacos para su reanimación, seguido de descargas eléctricas, pero no sirvieron de nada, ya que Bruce Lee había ingresado sin vida al hospital.
Actualmente todavía se especula sobre las causas de su muerte. Chow afirmó en una entrevista en 2005 que la muerte de Bruce Lee se había debido a una reacción alérgica al meprobamato (componente del Equagesic que describió como un ingrediente habitual en los analgésicos), una interpretación respaldada también por el forense Donald Teare. No obstante, Filkins, un médico de gran prestigio, afirmó que la explicación oficial en torno a la causa de la muerte de Lee es errónea, puesto que en las reacciones alérgicas a los fármacos se suelen presentar indicios como hinchazón irregular en el cuello o insuficiencia respiratoria. En vez de eso, Filkins piensa que Lee murió a causa de un síndrome de muerte súbita inesperada, derivada de la epilepsia Sudep, síndrome que no se identificó hasta 1995. Por su parte, el forense Dr. Michael Hunter en el programa de Discovery Channel "Autopsias de Hollywood" presenta la tesis que el cuerpo de Lee colapsó a causa de una crisis suprarrenal como efecto secundario al uso excesivo de cortisona, administrada para tratar el dolor de una hernia discal. 
Lee tenía casi 33 años y los médicos aseguraron que su cuerpo no representaba más de 18 o 20 años biológicos. Recientemente se ha dicho como otra causa atribuible, que su deceso se debió a un aneurisma que le provocó el dolor de cabeza y finalmente lo llevó a la muerte. Su muerte sorprendió al público de Hong Kong y en un principio se atribuyó como falsa la información. La autopsia de Lee demostró que su cerebro se había inflamado masivamente comprimiéndose dentro de la caja craneal. No había lesiones externas visibles, pero tenía Equagesic en su organismo.
Cerca de veinte mil personas se congregaron ante la fachada del establecimiento de Pompas Fúnebres de Kowloon donde estaba su ataúd de bronce, abierto por la parte superior, que había costado cuarenta mil dólares. El funeral que siguió fue apoteósico en Hong Kong; la multitud de admiradores fue tan impresionante que el ambiente donde estaba el ataúd de Lee era sofocante. En el traslado de la caja fúnebre de Hong Kong a Seattle, donde al fin fue sepultado, tuvo que cambiarse la caja fúnebre, ya que con la humedad o condensación, el forro blanco con que estaba forrada la caja se tiñó de azul, debido al traje de Bruce.
Finalmente fue enterrado en el cementerio de Lake View en Capitol Hill, Seattle, Estados Unidos. En marzo de 1993, su hijo Brandon, fallecido tras recibir un disparo accidental, fue enterrado a su lado.
En 2022, un estudio realizado por un equipo de investigadores españoles reveló que el auténtico desencadenante de la muerte fue una hiponatremia debido a un excesivo consumo de agua. Este exceso provocó que los riñones no funcionasen correctamente creando un desequilibrio en el que las células de su cuerpo se hinchasen, incluidas las del cerebro.

## Vida privada

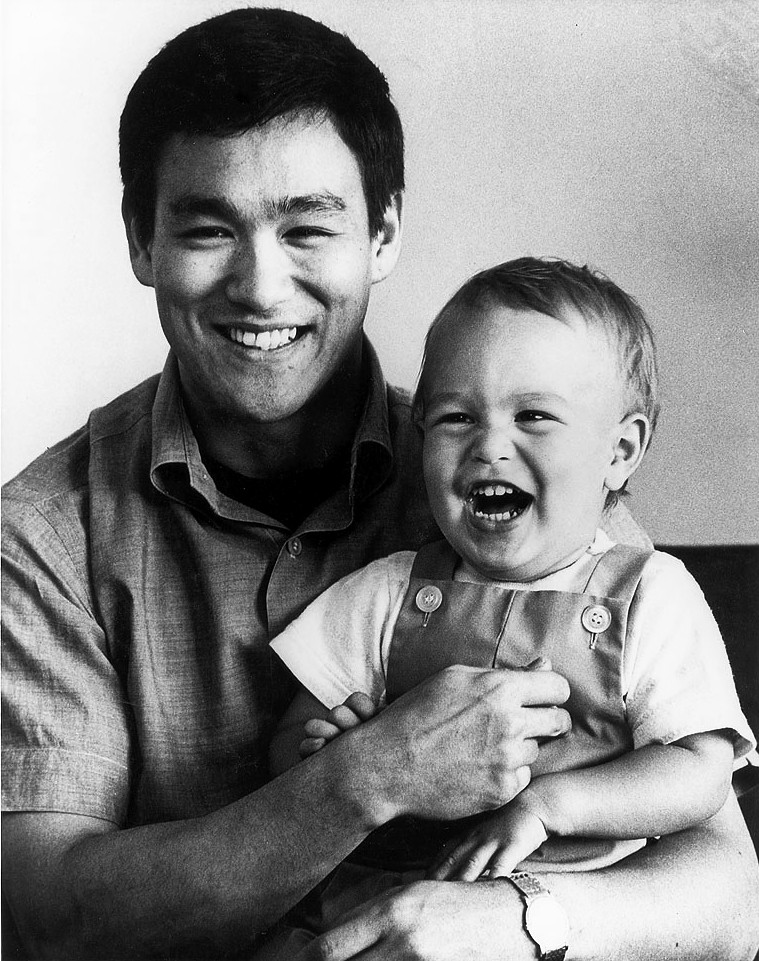
Bruce Lee y su hijo Brandon en 1966.

En marzo de 1961, Bruce Lee comenzó a estudiar en la Universidad de Washington, donde se especializó en filosofía; durante el otoño de 1962 comenzó a dar clases de kung fu en el Restaurante «Space Needle» en Seattle y fue durante el transcurso de una de sus clases que conoció a una joven llamada Linda Emery Cadwell (mujer caucásica de padres de nacionalidad inglesa y sueca), la cual había sido invitada por uno de los amigos de Bruce. Luego de salir un tiempo, se hicieron novios. Durante el año 1963, Bruce abrió el «Jun Fan Gung Fu Institute» en la ruta universitaria 4750 en Seattle, que se convirtió en poco tiempo en una afamada academia de artes marciales; el precio para ser alumno era de veintidós dólares por mes. Aun así, Bruce sentía que Seattle no le ofrecía las posibilidades que le podría ofrecer California y decidió trasladarse allí.
En junio de 1964, Bruce Lee decidió continuar sus estudios de la Universidad de Washington en Oakland, California, para poder abrir allí su segunda escuela de artes marciales (Oakland Gung Fu Institute) y conseguir así mayor estabilidad económica. Antes de partir, Bruce le prometió a Linda que volvería, aunque ella no le creyó en un primer momento ya que sus padres se oponían a la relación. Luego de varios meses en los que seguían manteniendo contacto a través de cartas, Bruce volvió a Seattle y le pidió matrimonio a Linda. Se casaron el 17 de agosto de 1964, y ese mismo día partieron hacia Oakland, California.
Bruce y Linda vivieron en el domicilio de James Y. Lee y su esposa. En ese entonces, Bruce no tenía dinero para alquilar un apartamento, y hasta que pusieran en funcionamiento el gimnasio no tenía la posibilidad de mantener a su recién estrenada familia, con lo que dependían económicamente de James, que estaba encantado de tenerles en su casa. Consiguieron un local cuyo alquiler no era muy excesivo para abrir su kwoon, y se dispusieron a arreglarlo para comenzar cuanto antes con la escuela. No tardaron en llegar los primeros alumnos.
A principios de 1965, el entusiasmo de Bruce Lee por las artes marciales se convirtió en su mayor carga. Su instituto ubicado en Oakland, que tuvo tan buen comienzo, empezó a disminuir en número de alumnos, algo que se tradujo en pérdidas económicas. En febrero de ese año, nació su hijo Brandon. Sin embargo, una semana después es informado del fallecimiento de su padre Lee Hoi-Chuen. Unos años después, en 1969, Bruce y Linda tuvieron a Shannon Lee. Luego retomó su carrera cinematográfica y de película a película, logró posicionarse como el mejor artista marcial no solo en su vida personal, sino también en el mundo del cine.
En 1973, estando en plena fama, se desempeñó como editor técnico de un libro enteramente dedicado al wing chun, escrito por el único de los tres alumnos a quien Bruce Lee certificó para enseñar su visión de las artes marciales que tenía ascendencia china, James Yim Lee. J. Lee aprendió su wing chun de Bruce Lee, y en el libro solamente aparecen fotos de personas de origen chino, entre ellos Ip Man (al cual se agradece), Ted Wong y el propio Bruce Lee.

### Filosofía
El interés filosófico de Bruce Lee inició cuando se encontraba bajo la tutela del sifu Ip Man en wing chun. Ip Man siempre se interesó en la filosofía del wing chun, y esto se lo transmitió a Bruce, algo que tuvo gran influencia en él. 

«Si hay algo que Ip Man le dio a Bruce y que pudo haber cristalizado la dirección de Bruce en la vida, fue interesar a sus estudiantes en las enseñanzas filosóficas de Buda, Confucio, Lao-Tse, y otros grandes pensadores y filósofos chinos. Como resultado, la mente de Bruce se convirtió en la destilación de la sabiduría de tales profesores.»
Linda Lee Cadwell en su libro The Bruce Lee Story.

La segunda mayor influencia filosófica en Bruce Lee fue el filósofo indio Jiddu Krishnamurti. Bruce descubrió que la forma de Krishnamurti de ver la vida era igual a la suya, como saber que: «Buscar el conocimiento conducía al autoconocimiento». Bruce ponía énfasis en esta enseñanza. Era uno de los conceptos más importantes que derivaron de su estudio de Krishnamurti.
Algo que Bruce Lee practicó durante su vida fue la automotivación; él tenía diversos libros motivacionales de donde sacaba sus pensamientos positivos-cotidianos. En 1969, cuando tenía 29 años, Bruce dejó atrás las ideas de ganar dinero dando clases de artes marciales; además, se encontraba anímicamente mal ya que no lograba unir sus dos pasiones artísticas como lo fueron la actuación y las artes marciales, y por eso, comenzó a aplicar lo que había leído en los libros de Napoleon Hill. Bruce Lee comenzó a escribir sus metas en su diario (que cargaba a donde fuera), y le mencionó a su esposa Linda que necesitaba un plan con el cual trabajar. Una de las metas que escribió fue la siguiente:

«Mi principal objetivo definitivo:

Yo, Bruce Lee, seré la primera superestrella oriental mejor pagada en los Estados Unidos. A cambio yo les daré las actuaciones más emocionantes y haré la mejor calidad, en capacidad de actor. Comenzando en 1970, iniciaré la ruta para ser famoso mundialmente y de allí en adelante, hasta el final de 1980, tendré en mi posesión la suma de diez millones de dólares. Seguiré el camino que me plazca y, alcanzaré la armonía interior y felicidad.»

Bruce Lee, enero de 1969.

### Jeet Kune Do

El Jeet Kune Do utiliza el emblema del Taijitu, que representa los conceptos del yin y el yang. Los caracteres chinos indican: «El uso de la "no-forma" como forma y la "no-limitación" como limitación». Las flechas representan la interacción sin fin entre el yin y el yang.

En 1967, Bruce decide llamar al método de combate que venía realizando como «el camino del puño interceptor»; estas palabras aparecieron por primera vez en enero de ese año, en su diario y escrito en chino: 截拳道, que fonéticamente se oye como «zit kyun dou». Luego de unos meses, exactamente en julio de 1967, Bruce decide corregir la traducción fonética inglesa de «zit kyun dou» (el camino del puño interceptor), para finalmente llamarlo Jeet Kune Do. Sin embargo, Bruce se arrepintió de haberle puesto un nombre, ya que eso lo convertía en un arte marcial más, algo que él no quería ya que su idea era el de existir fuera de los parámetros y limitaciones. Bruce insistió en que el Jeet Kune Do era solo un nombre, como antes lo había sido el Jun Fan Gung-Fu (nombre que le dio al método de combate que practicaba antes de llamarlo Jeet Kune Do). Por eso hizo hincapié en el «no estilo» o la «no forma». En este sentido es que mencionó: «La diferencia entre no tener forma y tener la "no-forma", es que lo primero muestra incompetencia y lo segundo trasciende».
Muchos de los conceptos del Jeet Kune Do están extraídos del wing chun, boxeo occidental, eskrima, judo, kickboxing, esgrima occidental, tangsudo, lucha grecorromana y otras artes marciales que Lee entrenó a lo largo de su vida. Con la experiencia adquirida en los entrenamientos que tuvo, Bruce se dio cuenta de que los estilos clásicos eran demasiado mecanizados y limitados por ello es que crea el Jun Fan Gung-Fu ("El Kung-fu de Bruce Lee"), un sistema que posee los métodos básicos de entrenamiento, técnicas y estrategias para un combate, además de usarse como defensa personal. También descubrió que sea cual sea el estilo, solo existen cinco distancias en las que se divide toda pelea (larga, media, corta, cuerpo a cuerpo y suelo) y cinco métodos de ataque (simple directo/simple angular, progresivo indirecto, por combinación, por inducción y por inmovilización de la mano). Esto es algo que lo diferencia de ser un estilo de lucha o un arte marcial; pues un estilo, sea cual sea, marca una determinada manera de pelear acorde a la distancia que ese estilo maneja; por el contrario, un practicante de Jun Fan Gung-Fu/Jeet Kune Do, no está limitado a una o dos distancias, ya que maneja las cinco y eso le da libertad total de elección. Bruce sintió que su Jun Fan Gung-Fu era bueno pero un poco restrictivo para un combate por lo que, utilizando la filosofía que estudió y el sistema que creó, Bruce comenzó a aplicar lo que mejor le funcionaba en un combate y finalmente se convirtió en una filosofía que posteriormente se llamó Jeet Kune Do. En otras palabras, el Jun Fan Gung Fu fue la base para que comenzara el proceso del Jeet Kune Do.

«Yo no enseño solo "karate" porque yo no creo en los estilos, no creo que exista un estilo chino de lucha o un estilo japonés de lucha o de cualquier otro país... tendrían que haber humanos con tres brazos o cuatro piernas para que existiera otro estilo distinto de lucha. Si no hay otros seres humanos en la Tierra con una estructura distinta a la nuestra, no existen otros estilos de lucha y porque digo eso, porque tenemos dos brazos y dos piernas, lo importante es como utilizarlos para sacarle el mayor provecho... Con los brazos se puede seguir una línea recta, una línea curva, trazar círculos, puedes dar golpes lentos pero a veces no parecen tan lentos, con las piernas ocurre lo mismo, arriba y abajo... Y después de todo eso, te preguntas a ti mismo como puedes expresarte sinceramente en cada momento».
Bruce Lee, sobre los estilos de lucha.

El Jeet Kune Do es una idea, mas no un sistema; con su práctica, el individuo puede encontrar la causa de su propia ignorancia ya que busca su propio camino y aprovecha todo aquello que se adapte mejor a su forma de ser, además utiliza todos los medios que uno cree necesarios en su vida pero no se limita a ninguno en particular. Es un proceso de evolución y superación constante sin un fin determinado, y con una filosofía de libertad total para quien lo utilice. En palabras de Bruce Lee: «El arte del Jeet Kune Do es simplemente simplificar...». Esto fue la expresión personal de lo que mejor le funcionaba en combate a Bruce Lee.

«¿Se puede enseñar Jeet Kune Do?; Yo siempre digo que sí. ¿Se puede estandarizar?, obviamente que no... El Jeet Kune Do original no es otra cosa que el Jun Fan Gung-Fu, material que Bruce Lee me paso mientras vivía. El Jun Fan Gung-Fu puede ser enseñado y más importante puede ser sistematizado para que los estudiantes puedan entenderlo con facilidad, el Jun Fan Gung-Fu te prepara para tu propio método de crecimiento personal.

Así pues, que quede claro que el Jeet Kune Do no es un nuevo estilo de Karate o de Kung Fu. Bruce Lee no invento ningún nuevo estilo, ni modificó ningún estilo ya existente, ni juntó diferentes estilos en una especie de estilo compuesto. Su idea principal fue precisamente la de liberar a sus seguidores de estilos, moldes o patrones fijos, es el volver a los fundamentos, a los conceptos originales que dan eficacia a las artes marciales.

De acuerdo con sifu Bruce, el conocimiento en las artes marciales significa autoconocimiento. El Jeet Kune Do es simplemente un espejo en el cual nos reflejamos a nosotros mismos. La verdad es como un viaje sin rutas o caminos... El Jeet Kune Do no es una organización o institución de la que uno pueda ser miembro, es así de fácil. Mi verdad, no es tu verdad y tu verdad no es la mía. El maestro de Jeet Kune Do no es un poseedor de la verdad, es meramente un guía y el estudiante debe descubrir la verdad por sí mismo.»
Dan Inosanto, alumno de Bruce Lee, explica la enseñanza del Jeet Kune Do.

El Jeet Kune Do no es un proceso de acumulación o una adición diaria de técnicas y más técnicas sino todo lo contrario, es un proceso de eliminación continuo de lo que no sirve. Tomar lo útil y desechar lo inútil, pero, aun así, una persona puede seguir practicando diversas artes marciales siempre y cuando no pretenda abarcar la totalidad del mismo ya que solo se debe utilizar lo que realmente le funciona a uno mismo en el sistema de combate que está practicando. Por eso es que el Jeet Kune Do no es un arte marcial ya que no busca técnicas elaboradas, complejas y con movimientos estilizados que en realidad resultan innecesarios, sino que va a lo directo y simple, y además se enfoca hacia el realismo en combate. Para Bruce, las técnicas complicadas y vistosas servían para asombrar al público en exhibiciones y filmes, pero no solían ser efectivas en la defensa de una pelea callejera, es por esto que él usaba junto a sus sparrings un equipo de protecciones que permitieran acercarse lo máximo posible a la realidad del combate.

«Para mí, las artes marciales consisten en saber expresarse con sinceridad, eso es muy difícil de hacer... para mí sería muy fácil montar un espectáculo y alardear, emborracharme de esa sensación y hacerme tipo duro y todo eso. Podría hacer muchas cosas falsas y deslumbrar o enseñar movimientos muy floridos pero expresarte con sinceridad, sin engañarse a uno mismo, expresarse con toda sinceridad, eso, amigo mío, es muy difícil de hacer... Hay que entrenar mucho, hay que tener buenos reflejos para utilizarlos cuando haga falta, cuando quieras moverte, poder moverte y hacerlo con determinación... Si doy un golpe con el puño, lo doy fuerte, esa es la parte más importante del entrenamiento.»
Bruce Lee, sobre su pensamiento acerca de las artes marciales.

### Entrenamiento
Bruce Lee llevaba un registro detallado en su agenda de los diferentes entrenamientos y las fechas de cada día para comparar resultados y mejorar continuamente. Entrenaba diariamente unas ocho horas y sus actividades, entre otras, eran: ejercicios de calistenia, ejercicios con pesas y bandas elásticas, correr diariamente unos 16 km con intervalos, y el perfeccionamiento continuo de un determinado golpe o técnica, contra los sacos, el muñeco de madera, diversos implementos, e incluso contra el Makiwara (tabla de golpeo usada en el karate tradicional), y trabajo en parejas (sparrings). Quería ser siempre más fuerte, rápido, flexible, coordinado y resistente, tenía una talla de 1,72 metros (5 pies y 7½ pulgadas) y pesaba 62 kg.

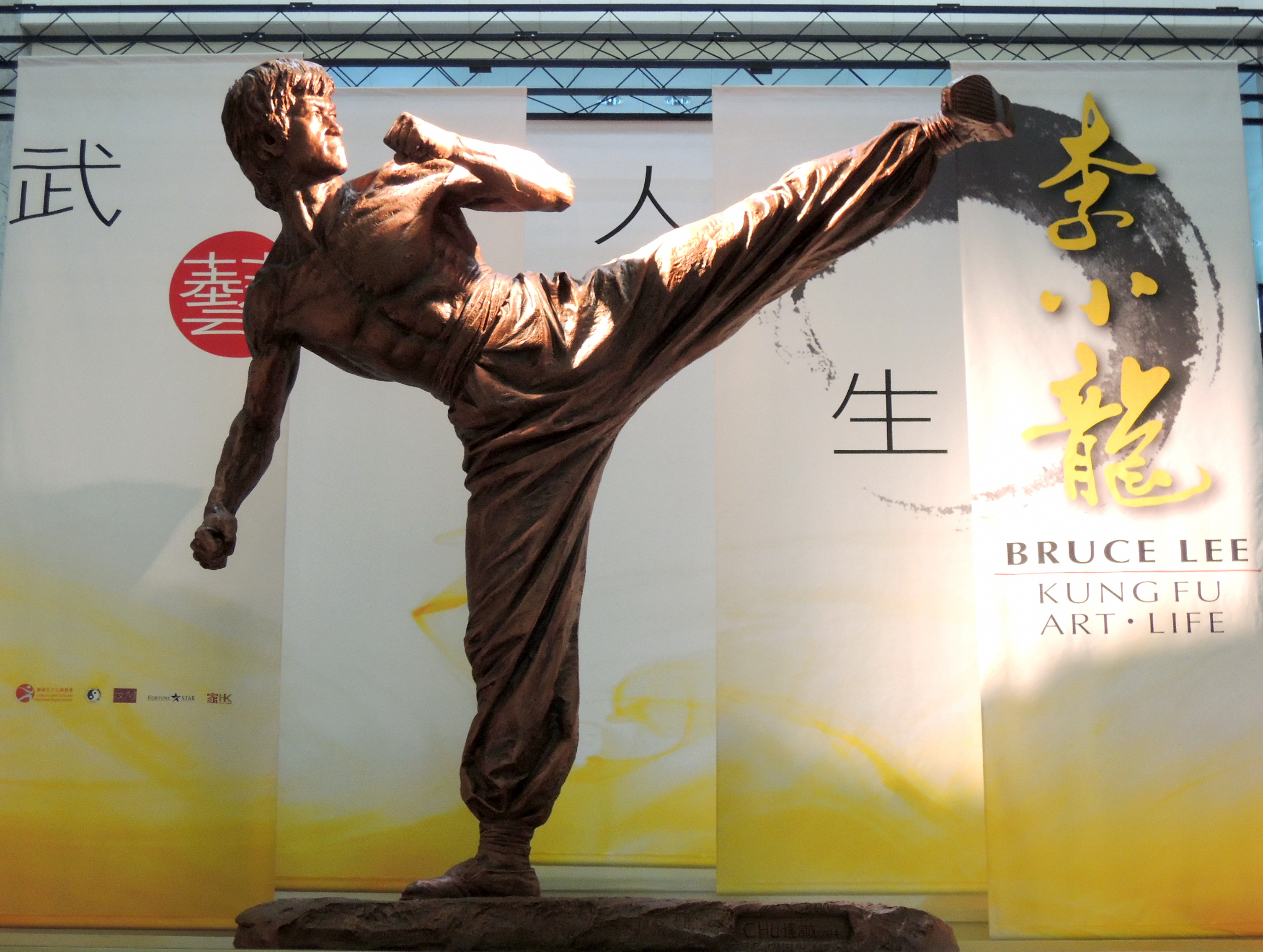
Estatua de Bruce Lee en el Hong Kong Heritage Museum.

En un momento crucial de su vida, se lesionó seriamente el nervio ciático y el hueso sacro, por lo que tuvo que someterse a un tedioso proceso de rehabilitación y a permanecer inactivo mucho tiempo, alrededor de seis meses, que dedicó a estudiar y a componer notas que se editarían luego de su muerte como El Tao del Jeet Kune Do. Aunque por alguna razón, a pesar de luego tener los medios para ello, en vida él nunca las publicó. Y aunque el médico le dijo que tal vez no volvería a caminar, no solo volvió a caminar, sino que sus patadas volvieron a ser las de antes y continuó con su arduo entrenamiento en busca de la perfección en el arte del combate.
El duro entrenamiento le permitió realizar sin trucos proezas físicas proverbiales e increíbles, entre las cuales destacan: hacer un gran número de flexiones sobre dos dedos de su mano, derribar a luchadores que le doblaban en peso con su patada lateral, desarrollar una potencia de golpe a muy corta distancia mediante el golpe de puño de una pulgada, realizar una ágil e impecable patada voladora, desarrollar una tremenda rapidez instantánea de golpes de puño (treinta centésimas de segundo) debido a la cual sus sparrings simplemente no veían el golpe que les derribaba, además de una destreza en armas tales como el nunchaku, el Bō (o bastón largo) con la técnica filipina, incluyendo el manejo de los dos bastones medios u «olisi». Según él decía: 

«Yo no represento un estilo sino todos los estilos. Ustedes no saben lo que yo estoy a punto de hacer, pero yo tampoco lo sé. Mi movimiento es el resultado del suyo y mi técnica es el resultado de su técnica».

Además del wing Chun chino, y a lo largo de su vida, Lee adoptó además algunas técnicas y tácticas de varias artes marciales y deportes de combate, como: el boxeo, el Judo, la eskrima, la lucha grecorromana, la esgrima occidental, el Muay thai y el Tangsudo en su estilo, aunque él no lo quería encasillar y llamarlo estilo, sino que decía que eran principios; basados en la distancia, las características físicas individuales y la oportunidad. Para él no existía ni tenía por qué existir un estilo predefinido para pelear. Asimismo, Lee desarrolló técnicas propias de agarre, y adoptó varios de los desplazamientos del boxeo basándose en la gran colección de películas que poseía en donde los veía una y otra vez, pero sobre todo estudió la manera de pelear del famoso campeón Muhammad Ali, al que observaba y estudiaba meticulosamente a través de sus combates grabados; estos videos los retrocedía y los proyectaba para así poder percatarse de cada uno de los detalles y matices de sus movimientos. Estas técnicas no sólo las iba a aplicar a sí mismo; Bruce tuvo la intención de batirse a un duelo con Muhammad Ali, hecho que nunca se llegó a consumar.
Lee se destacó por la perfección técnica y el equilibrio, la coordinación, la impresionante rapidez de sus fintas y amagues, su admirable desarrollo físico y el dominio corporal. 
Su imagen, carisma e influencia en las artes marciales lo han transformado en un clásico. En vida tuvo a grandes estrellas del cine y artistas marciales de renombre como sus seguidores y también como alumnos suyos durante su estancia en los Estados Unidos, entre ellos están: James Coburn, Steve McQueen, Dan Inosanto y Chuck Norris, quienes fueron además sus amigos.

## Proyectos truncados

### Trilogía deWay of the Dragon
Antes del estreno de Way of the Dragon (El regreso del Dragón o El furor del Dragón), Bruce tuvo la intención de que su personaje, Tang Lung, fuese el protagonista de unas dos películas más, dando origen a una trilogía, pero pospuso esta idea ya que sus amigos fueron de vacaciones a Hong Kong y él no desaprovechó la oportunidad para grabar lo que, en ese entonces, sería su siguiente película, Game of Death. Luego recibió la propuesta de Warner Brothers para filmar Enter the Dragon, por lo que también dejó para después Game of Death.

### The Silent FluteySouthern Fist, Northern Leg
En 1970, Bruce sufrió una fuerte lesión en su espalda mientras levantaba pesas. Durante el tiempo de recuperación, decidió escribir el guion de una película que tuvo que haberlo lanzado al estrellato, The Silent Flute, en conjunto con James Coburn y Stirling Silliphant.
El guion fue enviado a Warner Brothers y luego de unos meses le aceptaron el proyecto con la condición de que buscaran lugares de filmación en la India, por lo que Bruce, Coburn y Silliphant viajaron a aquel país y eligieron la ciudad de Nueva Delhi para las grabaciones. Durante los 10 días que pasaron buscando lugares para la película hubo problemas. La noche que llegaron a la India el personal del hotel donde se alojaron decidió darle a Coburn un trato de estrella, algo que molestó a Bruce, por lo que le pidió a Silliphant que se fuera a quejar, y además le mencionó que un día él sería la estrella de cine más importante del mundo, mucho más grande que Coburn, pero Silliphant no le hizo caso. Otro de los problemas fue cuando Bruce comenzó a dar demostraciones de kung fu, esto molestó a Coburn ya que el quería privacidad, pero ante las demostraciones de Bruce la gente se acercaba en cantidad. Fue por estos problemas que finalmente se abandonó el proyecto.
Luego de un tiempo, Warner Brothers intentó retomar el proyecto pero Bruce decidió rechazarlos y cumplió con el contrato que tenía con Golden Harvest, dedicándose por completo a su siguiente película Fist of Fury (Furia Oriental o Puños de Furia). Además, cuando la prensa conoció este proyecto, Bruce no quiso filmarlo.
En agosto de 1972, Bruce Lee escribió una carta a su esposa Linda en donde le mencionó que había estado trabajando en el guion de una nueva película titulada Southern Fist, Northern Leg (Puño del Sur, Pierna del Norte) y le dijo que: Sin duda alguna esta película tendrá un lugar en el noveno cielo.
Bruce Lee escribió Southern Fist, Northern Leg como una forma de hacer el guion de The Silent Flute a su manera. En el documental Bruce Lee: The Man & The Legend (Golden Harvest/Concord Productions), que salió justo después de su muerte en 1973, Bruce habla, en idioma cantonés, sobre algunos datos de la trama. El significado de la película es acerca del origen de las artes marciales. Al igual que en The Silent Flute, Bruce buscaba interpretar a un héroe que viaja en busca de un objeto externo, en otras palabras, un libro que le muestre toda la verdad acerca de las artes marciales. Después de pasar por diversas pruebas y pelear con varios maestros de artes marciales, se da cuenta de que la respuesta se encuentra dentro de sí mismo y que siempre ha estado allí.
Cinco años después de la muerte de Bruce, Warner Brothers retomó The Silent Flute pero reemplazó algunas escenas violentas y eróticas por contenido cómico. La película cambió de título y se llamó Circle of Iron (Círculo de Hierro). Esta cinta fue protagonizada por David Carradine y Christopher Lee en 1978. Aun así, se mantuvo el contenido filosófico de Bruce Lee. La trama de esta película es considerada una de las mejores en artes marciales aunque, según los críticos, las coreografías de las peleas de este filme fueron muy mal elaboradas. Actualmente, no se sabe porque no se ha llevado a cabo Southern Fist, Northern Leg, a pesar de la existencia de un guion.

### Game of Death
Game of Death (El juego de la Muerte) se estrenó en 1978, pero la realidad es que hasta la muerte de Bruce no existió un guion original, solo había ideas de lo que sería la película, además de guiones gráficos. La idea principal con la que estaba trabajando Bruce Lee era la de un luchador internacional de artes marciales llamado Hai Tien, que se retira luego de ganar el torneo mundial. La mafia coreana se entera de su habilidad en lucha y hacen todo lo posible para que forme parte de un grupo de enviados a una pagoda de 5 pisos, fuertemente custodiada por hábiles artistas marciales, los cuales se encuentran protegiendo algo (no identificado en lo absoluto en ningún material relativo a la película) yacente en su último nivel. Luego de haberle dicho no a la mafia coreana y estando de regreso a casa, Hai Tien es informado del secuestro de su familia por parte de la mafia coreana, obligándolo a involucrarse. Hai Tien es acompañado entonces por dos artistas marciales más (James Tien y Chieh Yuan), y entre los 3 se abren paso a través de la pagoda, encontrando diferentes retos en cada piso. El lugar donde está ubicada la pagoda es el templo Peobjusa en el parque nacional de Songnisan en Corea del Sur.

"En la actualidad estoy trabajando en el guion para mi próxima película. Realmente aún no he decidido el título, pero lo que quiero mostrar es la necesidad de adaptarse uno mismo a las circunstancias cambiantes. La incapacidad para adaptarse trae la destrucción. Ya tengo la primera escena en mi mente. Cuando la película se inicia, el público ve una gran extensión de nieve. Entonces la cámara se centra en un grupo de árboles mientras los sonidos de un ventarrón fuerte llenan la pantalla. Hay un árbol grande en el centro de la pantalla y está todo cubierto con nieve espesa. De repente hay un fuerte chasquido y una rama grande del árbol cae a la tierra. No puede soportar el peso de la nieve, por lo que se rompe. Entonces la cámara se fija en un sauce que se está doblando con el viento. Como se adapta al ambiente, el sauce sobrevive."
Bruce Lee sobre el inicio de Game of Death (Words of the Dragon; 16 de agosto de 1972).

Bruce concibió su idea luego de una visita que hizo a la India en 1971 con el actor James Coburn y el escritor Stirling Silliphant mientras buscaban localizaciones para su proyecto The Silent Flute. Estando allí, Bruce se percató de que las pagodas contaban con niveles ascendentes. Esto le dio la idea para realizar escenas de lucha en una pagoda, en donde cada nivel tendría una amenaza diferente y más difícil.
Las peleas de esta película se dieron gracias a la disponibilidad de los actores Dan Inosanto, Tse Hon Joi y Kareem Abdul-Jabbar, quienes se encontraban de vacaciones en Hong Kong, algo que aprovechó Bruce. Estas peleas planeaba insertarlas a lo largo de la película. Bruce también le pidió a su amigo Taky Kimura participar en este filme pero la pelea nunca se llegó a dar por su muerte. Esta película no la llegó a filmar por completo ya que la Warner Brothers le ofreció rodar Enter the Dragon (Operación Dragón).
En 1977 y con el fin de retomar el proyecto que quedó inconcluso, la productora Golden Harvest contrató a 8 guionistas para sacar adelante la idea de Bruce y 3 guionistas estadounidenses para darle a la película una apariencia internacional, e incluso se llegó a contactar al exfutbolista Pelé con el fin de que tuviera una pequeña aparición, pero las negociaciones se cayeron. Luego de medio año estudiando el personaje de Bruce Lee y dándole una nueva trama a la película, Game of Death se estrenó en 1978.

### Shaw Brothers
A inicios de 1971, poco antes de la vuelta de Bruce Lee a Hong Kong, él decidió estudiar las opciones que tenía y así encontrar un estudio capaz de darle todo lo que quería para convertirse en una estrella internacional. Fue así que, a través de su amigo Unicorn Chan, Bruce conoció al propietario y presidente de la Shaw Brothers, Run Run Shaw, quien le ofreció a Bruce un contrato que incluía un sueldo de 2000 dólares por película. Bruce no aceptó y decidió irse con el productor Raymond Chow, quien se estaba yendo a la bancarrota hasta que pidió un préstamo y comenzó a ganar dinero grabando películas con Bruce. Durante ese año, Run Run Shaw le ofreció un cheque en blanco a Bruce con el fin de dejar a Chow, pero Lee no aceptó ya que tenía un acuerdo de palabra y eso era más importante para él.
En 1972 y después del estreno de Way of the Dragon, Run Run Shaw aceptó las condiciones de Lee y preparó todo los detalles necesarios para presentarle un nuevo proyecto cinematográfico, en el cual daría vida a dos personajes, uno bueno y otro malo. Uno de los personajes sería el de Nian Kan Yao, una leyenda militar de la dinastía Qing, conocido por ser uno de los más grandes y despiadados héroes de guerra de su era.
La última carta que Bruce le escribió al dueño de Shaw Brothers manifestaba la facilidad que tuvo en las negociaciones con Run Run Shaw:

"Estimado Run Run,

A partir de ahora, considere los meses de septiembre, octubre y noviembre (1973). Un periodo de tres meses, reservados a Shaw Bros. Los términos específicos (de la negociación) se discutirán a mi llegada."
Bruce Lee (noviembre de 1972).

## Legado
Su legado se puede encontrar en películas, entrevistas, libros y más objetos que sirven para aprender un poco de su forma de entrenamiento, además de su filosofía. El hecho de haber creado un método de combate como el Jun Fan Gung-Fu y luego aplicar su filosofía de vida en donde desecha lo innecesario de un estilo de lucha para hacerlo evolucionar y dar origen al Jeet Kune Do, hace que sea considerado como el pionero de los combates de contacto y sin reglas como lo son las artes marciales mixtas.

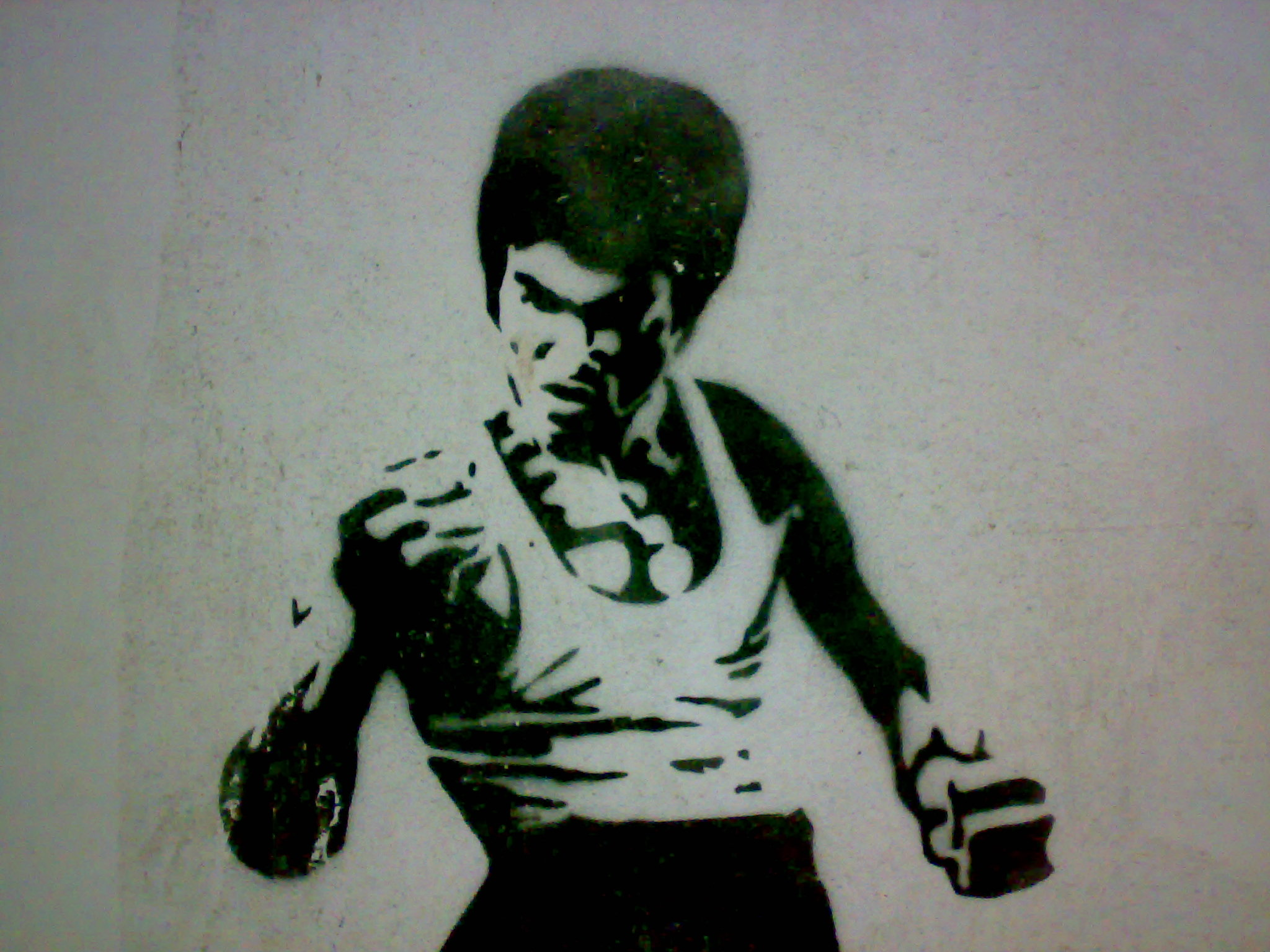
Dibujo de Bruce Lee.

Otra de las cosas que abarca su gran legado es el haber logrado la apertura hacia Occidente de las artes marciales chinas y la divulgación del Kung Fú en su verdadera dimensión, las cuales antes de él eran desconocidas y solo predominaban en películas chinas fantasiosas con acrobacias producidas, siendo el Karate y el Judo las únicas artes marciales orientales conocidas en Occidente en los años 1950. 
También se puede afirmar que Lee, por su renombre, fue responsable de la propagación internacional del sistema wing chun, que, junto al taichí chuan, es el estilo de kung fu más practicado del mundo. Muchos de los actuales cultores de las artes marciales hacen al menos alguna vez un revisionismo comparativo de su técnica de combate y la de Lee, de tal modo de aplicar alguno de sus conceptos a su propio estilo. Después de su explosiva aparición mediante sus escuelas y posteriores películas, se comenzó a seguir la estela dejada por este singular artista marcial.
Aun así, la industria cinematográfica china explotó hasta la saciedad la venta comercial insatisfecha de un público occidental y oriental ávido de ver películas del género y estilo planteado en las famosas películas donde actuó Bruce Lee. Después de su muerte, la industria china colocó a cuanto artista marcial que fuera parecido físicamente a Lee y a su técnica para hacer filmes de dudosa calidad guionística y expresión técnica para sobreexplotar con su figura el mercado cinematográfico, e incluso se llegó a colocar máscaras de Lee en tamaño natural sobre el rostro del actor.
Las revistas dedicadas a artes marciales también cayeron en la sobreexplotación de la figura de Lee, develando sus técnicas, entrenamiento, vida personal, golpes, pensamientos, etcétera. Sus ideas, filosofía y métodos de entrenamiento han sido revisadas y aplicadas en muchas de las academias de artes marciales modernas en todo el mundo. Hoy en día, aún es posible encontrar en muchas academias de artes marciales su retrato o afiches de su persona. 

Yo debo mi actual estado de desarrollo a mi entrenamiento previo en el estilo wing chun, un gran estilo. Ese arte me fue enseñado por el señor Ip Man, el actual líder del Sistema Ving Tsun en Hong Kong, donde fui criado.
Bruce Lee, entrevista para la revista Black Belt.

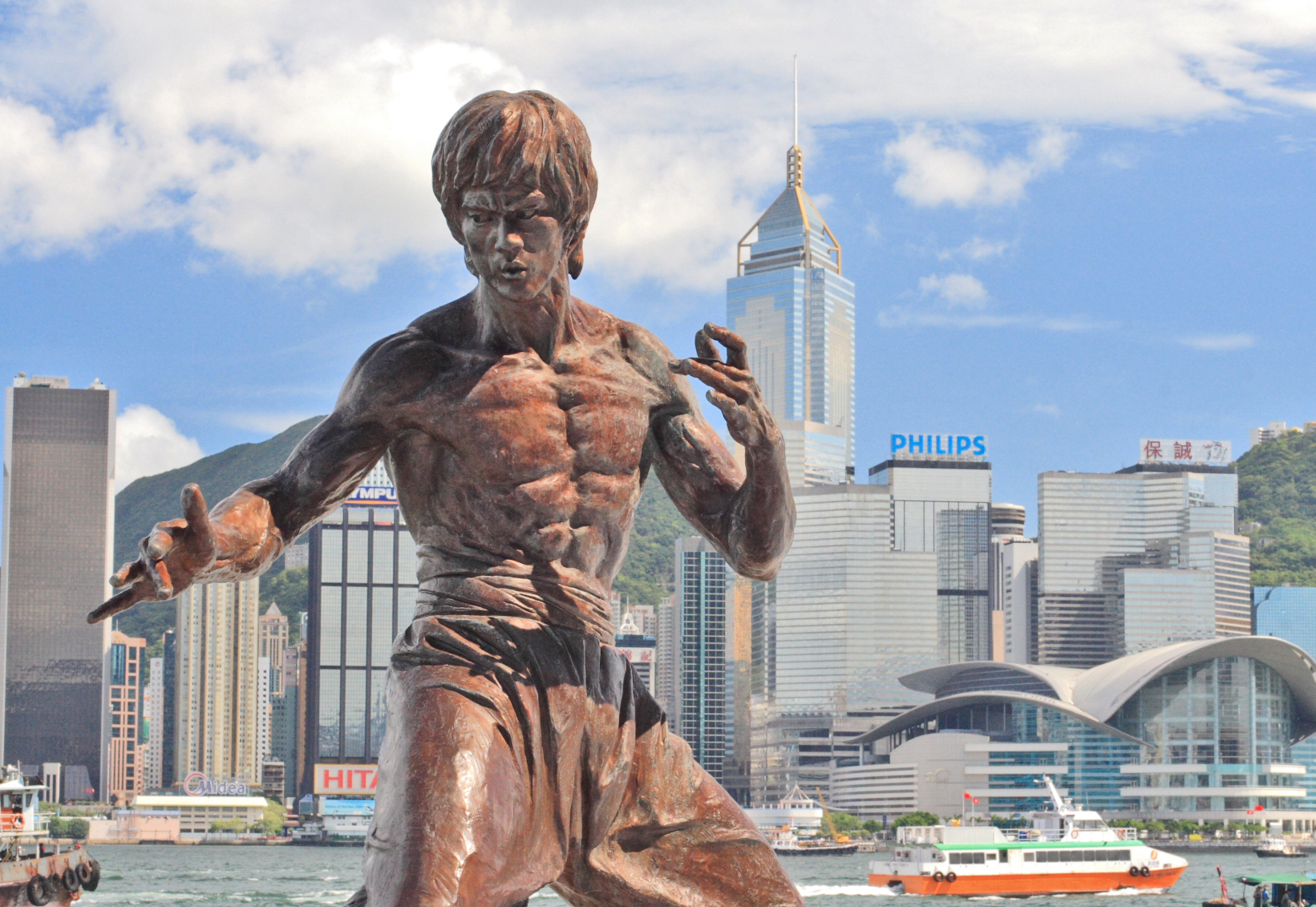
Estatua de Bruce Lee en la Avenida de las Estrellas de Hong Kong.

Existen monumentos levantados en su honor en diversas partes del mundo; el 27 de noviembre de 2005 se develó una estatua de bronce en la Avenida de las Estrellas de Hong Kong, para conmemorar el 65 aniversario de su nacimiento, y ese mismo día se develó otra estatua en Bosnia. Unos años después, se presentó al público otra estatua de bronce en Chinatown, el barrio chino ubicado en la ciudad de Los Ángeles; esto se realizó en el 40 aniversario de la muerte de Lee, así como el 75 aniversario de Chinatown.

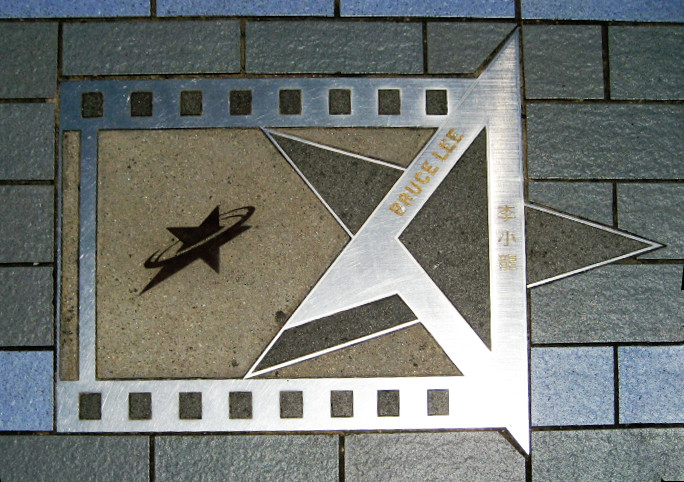
Estrella de Bruce Lee en la Avenida de las Estrellas de Hong Kong.

Bruce Lee también se ganó un lugar en la Avenida de las Estrellas de Hong Kong, así como en el Hollywood Walk of Fame (Paseo de la Fama de Hollywood). En marzo de 1993, le fue concedido de manera póstuma el Premio de Oro al Éxito de Toda la Vida de la Industria Cinematográfica de Hong Kong. En el año 1999, fue elegido por la revista TIME como uno de los 100 hombres más influyentes del siglo XX, además de ser considerado como uno de los héroes e íconos de la historia; en ese mismo año se le concedió el Premio al Éxito de Toda la Vida de la Comunidad de Compañeros Actores de Estados Unidos. En 2004, Enter the Dragon fue exaltada por la Biblioteca del Congreso de Estados Unidos (Library of Congress) como "culturalmente significante e importante" y fue seleccionada para ser preservada en el Registro Nacional de Cine (National Film Registry) de dicho país.

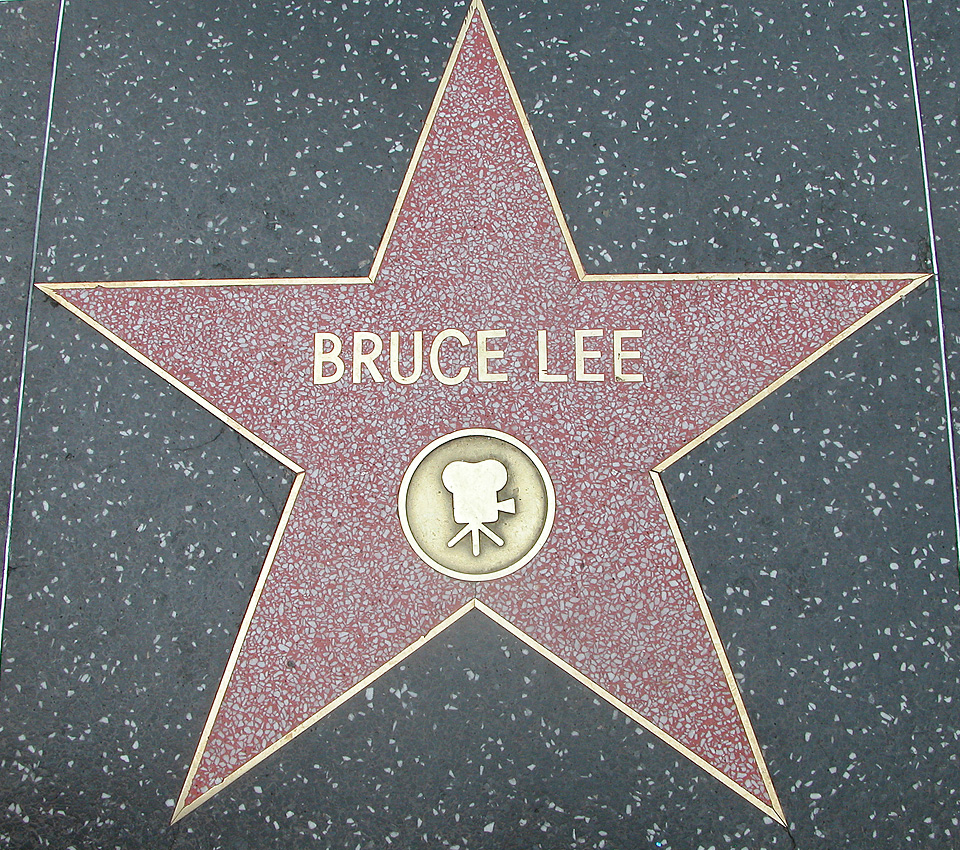
Estrella de Bruce Lee en el Hollywood Walk of Fame.

La vida de Bruce Lee ha sido llevada al cine y a la televisión; en 1993 se estrenó la película Dragon: The Bruce Lee Story (Dragón: La historia de Bruce Lee), con la participación de Jason Scott Lee como Bruce Lee (sin ninguna relación de parentesco entre ambos); en el año 2008 se estrenó en Hong Kong la serie de televisión The Legend of Bruce Lee (La leyenda de Bruce Lee), la cual estuvo protagonizada por Chan Kwok-Kwan como Lee; esta serie fue producida por Yu Shengli y Shannon Lee.
Su hijo primogénito, Brandon Lee, también fue actor y al igual que su padre participó en algunos filmes de artes marciales, pero su carrera se vio truncada luego de un accidente en donde murió por negligencia de terceros en el set de grabación de The Crow, al recibir un balazo en una escena que posteriormente fue quemada. Actualmente le sobreviven su esposa Linda Cadwell y su hija Shannon Emery Lee, quien sigue manteniendo y promoviendo el legado de su padre a través de la Fundación Bruce Lee.
Con el pasar de los años, ha seguido saliendo material inédito de Bruce Lee, y además se ha logrado remasterizar el material producido por este artista; como homenaje, Lee ha sido mencionado y personificado, además de ser tomado como inspiración en algunas producciones del cine y la televisión:
- El retorno del dragón (1974) y La furia del dragón (1976) son los recopilatorios respectivos de la serie The Green Hornet (El avispón verde), editada como telefilm.
- Game of Death II (El último combate), de 1981, es una película japonesa que incorpora insertos de Bruce Lee.
- The Best of the Martial Arts Films es un documental de 1990 donde se muestran escenas de peleas de Bruce Lee y otros artistas marciales.
- Bruce Lee and Kung Fu Mania, de 1992, es un clip recopilatorio de películas de Bruce Lee, Jackie Chan y otros artistas marciales.
- Dragon: The Bruce Lee Story (Dragón: La historia de Bruce Lee), de 1993, es una famosa película biográfica sobre Bruce Lee.
- Cinema of Vengeance, de 1994, es una muestra de la historia de las artes marciales en el cine.
- Top Fighter, 1995, es otra muestra de la historia de las artes marciales en el cine.
- La familia de Bruce Lee aparece en la segunda temporada del programa Famous Families en el episodio "The Lee's: Action Speaks Louder", de 1999; este fue el tercer episodio del programa.
- Modern Warriors, de 2002, es un documental sobre los grandes maestros de las artes marciales.
- The Art of Action: Martial Arts in Motion Picture, de 2002, es un documental narrado por el actor Samuel L. Jackson.
- Cinema Hong Kong: Kung Fu, de 2003, es un documental sobre el cine de artes marciales de Hong Kong.
- En la película protagonizada por Jackie Chan City Hunter, de 1993, se muestra una escena en donde se proyecta la película Game of Death; en dicha escena hay una pelea parecida a la de Bruce Lee con Kareem Abdul-Jabbar; finalmente Jackie Chan usa las técnicas que observa y agradece a la pantalla, recibiendo una respuesta de Bruce Lee a través de la pantalla.[78]
- El actor hongkonés Danny Chan Kwok-Kwan reconoció a Bruce como su ídolo, y por eso y por su parecido físico, aceptó interpretarlo en algunas películas, como: The Legend of Bruce Lee, Ip Man 3 o el homenaje en la película Shaolin Soccer, donde se coloca un traje parecido al de Lee en Game of Death; cabe destacar que Chan también es practicante de Jeet Kune Do.[79]
- Stephen Chow afirmó que Bruce es su ídolo y decidió homenajearlo en su película Shaolin Soccer, haciendo que su personaje, al principio de la cinta, diga: Mi ídolo Bruce Lee empleaba la misma técnica que yo.
- Al final de la película Ip Man 2 aparece un joven Bruce Lee pidiendo ser entrenado en wing chun por Ip Man.

- En la película No Retreat, No Surrender (Retroceder nunca, rendirse jamás), de 1996, interpretada por Kurt McKinney y Jean-Claude Van Damme, aparece un actor representando al fantasma de Bruce Lee, quien le enseña Jeet Kune Do al protagonista, Jason (interpretado por McKinney).
- Once Upon a Time in High School (también conocida como El espíritu de Bruce Lee), de 2004, es una película que narra una historia de amor y odio, con algunas referencias a Bruce Lee.
- Finishing the Game: The Search for a New Bruce Lee, de 2007, se trata de una comedia donde se busca a los actores que han de interpretar una película póstuma de Bruce Lee.
- La saga de películas Kill Bill posee variadas referencias al entorno de Lee, incluyendo como villano a David Carradine
- En los videojuegos, la apariencia, la vida y el estilo de pelea de Lee fueron estereotipados en diversos personajes, o bien realizan sus técnicas para homenajearlo:
  - Fei Long (Street Fighter)
  - Liu Kang (Mortal Kombat)
  - Kim Dragon (World Heroes)
  - Marshall Law y Forest Law (Tekken)
  - Dragon (Way of the Warrior)
  - Chagi (Kasumi Ninja)
  - Jacky y Sarah (Virtua Fighter)
  - Jann Lee (Dead or Alive)
  - Cornell (Castlevania Legacy of Darknes)
  - Lee Sin (League of Legends)
  - K' y Kula Diamond (The King of Fighters)
  - Gato Futaba (Garou: Mark of the Wolves)
  - Maxi (Soulcalibur)
  - Jones (Rage of the Dragons)
  - Bro Lee (Broforce)
- Así mismo, también fue homenajeado en series animadas y cómics/mangas:
  - Son Gokú en el manga y anime de Akira Toriyama Dragon Ball, en el final de la primera parte de la obra, cuando se enfrenta a Piccolo, lanza golpes e incluso gritos como los de Bruce, además de que al principio de la serie dice que su abuelo Son Gohan le enseñó kung fu. En la saga Z, este entrena en una nave con rumbo a Namekusei, donde se aprecian movimientos característicos de Bruce, como hacer flexiones de cabeza, es decir, en posición vertical, usando sus brazos, y hacer lagartijas con los pulgares. En la película Fukkatsu no 'F', Goku le aplica a Freezer el Puñetazo de una pulgada icónico del actor
  - En el manga y anime Shaman King, el alma que posee Jun Tao (hermana de Len Tao) se llama Lee Bruce Long. Este personaje, cuando estuvo vivo, tenía una historia muy similar a la de Bruce Lee, siendo también considerado un gran maestro de las artes marciales.
  - Rock Lee y Might Guy, de la serie de anime y manga Naruto, están inspirados en Bruce Lee.
  - Spike Spiegel, de la serie Cowboy Bebop, es un practicante de Jeet Kune Do.
  - Hitmonlee, uno de los personajes de Pokémon (de tipo luchador), está inspirado en Bruce Lee.
  - Abyo, personaje de la serie Pucca, es una parodia a Bruce Lee.
  - Las técnicas de pelea Poof, del telefilme Wishology, compilación de la serie Los padrinos mágicos, son similares a las utilizadas por Bruce Lee.
  - Kenshiro, personaje principal del manga Hokuto No Ken (El Puño de la Estrella del Norte), es una combinación de Bruce Lee y Mad Max.
  - En el manga Tenjou Tenge, un personaje llamado Inosato Dan es similar tanto en apariencia como en su forma de pelear a en Bruce Lee. Su nombre es además una clara referencia a Dan Inosanto.
  - El personaje Iron-Fist de la compañía Marvel Comics esta parcialmente inspirado en Lee, combinando principalmente sus personajes de "El Avispón Verde" y "Game of Death" con una versión con superpoderes del Jeet Kune Do

## Apariciones en los medios

### Libros
- Bruce Lee (1963), Chinese Kung Fu, the Phylosophical Art of Self-defense, ISBN 0-89750-112-8.

- J. Yim Lee (1972), Wing chun kung fu, chinese art of self-defense, editor técnico: Bruce Lee. Los Ángeles: Ohara Publications, Incorporated.

- El Tao del Jeet Kune Do: una publicación autorizada por su viuda Linda Lee Cadwell, años después del fallecimiento de su marido, en la cual se reúnen sus notas personales.

- El método de combate de Bruce Lee (4 volúmenes): una serie publicada por un editor después de su muerte, donde se muestra una faceta de sus interpretaciones del arte marcial.

- Bruce Lee. El Hombre detrás de la Leyenda, la primera biografía original sobre Bruce Lee en español (T&B Editores).

- Bruce Lee. El Guerrero de Bambú, estudio sobre la filosofía de Bruce Lee (T&B Editores).

- Revista Bruce Lee Manía, publicación oficial del European Bruce Lee Club, con apoyo de la Bruce Lee Foundation.

- El Zen en las artes marciales, publicado en 1990. El autor del libro, Joe Hyams, relata en el libro sus experiencias al practicar con Bruce Lee.

### Filmografía
| 1969 | Marlowe (Marlowe, detective muy privado)                        | Winslow Wong     |                                                       |
| 1971 | The Big Boss (El Gran Jefe o Kárate a Muerte en Bangkok)        | Cheng Chao-an    |                                                       |
| 1972 | Fist of Fury (Furia Oriental o Puños de Furia)                  | Chen Zhen        | También conocida como The Chinese Connection          |
| 1972 | Way of the Dragon (El regreso del Dragón o El Furor del Dragón) | Tang Lung        |                                                       |
| 1973 | Enter the Dragon (Operación Dragón)                             | Mr. Lee          | Estrenada seis días después de la muerte de Bruce Lee |
| 1978 | Game of Death (El juego de la muerte)                           | Hai Ten/Billy Lo | Filmada en 1972                                       |

### Televisión
| 1966-1967 | The Green Hornet (El Avispón Verde o El show de Kato)  | Kato       | 26 episodios                                                                 |
| 1966-1967 | Batman                                                 | Kato       | Episodios: "Spell of Tut", "A Piece of the Action" y "Batman's Satisfaction" |
| 1967      | Ironside                                               | Leon Soo   | Episodio: "Tagged for Murder"                                                |
| 1969      | Blondie (en) (The New Blondie)                         | Instructor | Episodio: "Pick on Someone Your Own Size"                                    |
| 1969      | Here Come the Brides (en) (Aquí vienen las novias)     | Lin        | Episodio: "Marriage Chinese Style"                                           |
| 1971      | Longstreet                                             | Li Tsung   | 4 episodios                                                                  |
| 1971      | The Pierre Berton Show (en) (El show de Pierre Berton) | Él mismo   |                                                                              |
| 1970-1973 | Enjoy Yourself Tonight (en) (Diviértete esta noche)    | Él mismo   | 3 episodios; su última aparición televisiva fue en este programa.            |

### Videojuegos
| 1984 | Bruce Lee                                             | Bruce Lee               |
| 1987 | China Warrior                                         | Wang                    |
| 1988 | Vigilante                                             | Bruce Lee               |
| 1989 | Bruce Lee Lives: The Fall of Hong Kong Palace (en)    | Bruce Lee               |
| 1991 | D. D. Crew                                            | Bruce Lee               |
| 1992 | World Heroes                                          | Kim Dragon              |
| 1993 | World Heroes 2                                        | Kim Dragon              |
| 1994 | World Heroes 2 Jet                                    | Kim Dragon              |
| 1994 | Tekken                                                | Marshall Law            |
| 1995 | World Heroes Perfect                                  | Kim Dragon              |
| 1995 | Tekken 2                                              | Marshall Law            |
| 1996 | Tekken 3                                              | Forest Law              |
| 1998 | Street Fighter Alpha 3                                | Fei Long                |
| 1999 | Tekken Tag Tournament                                 | Forest Law              |
| 2001 | Bruce Lee: Tower of Death                             | Bruce Lee               |
| 2002 | Bruce Lee: Quest of the Dragon                        | Bruce Lee               |
| 2002 | Tekken 4                                              | Marshall Law            |
| 2003 | Bruce Lee: Return of the Legend                       | Bruce Lee Hai Feng      |
| 2005 | Tekken 5                                              | Marshall Law            |
| 2006 | Bruce Lee: Iron Fist 3D (solo para teléfonos móviles) | Bruce Lee               |
| 2007 | Tekken 6                                              | Marshall Law            |
| 2008 | Ultimate Bruce Lee                                    | Bruce Lee               |
| 2011 | Tekken Tag Tournament 2                               | Marshall Law Forest Law |
| 2014 | Bruce Lee: Enter the Game                             | Bruce Lee               |
| 2014 | EA Sports UFC                                         | Bruce Lee               |
| 2016 | EA Sports UFC 2                                       | Bruce Lee               |
| 2016 | Tekken 7                                              | Marshall Law            |
| 2016 | Broforce                                              | Bro Lee                 |
| 2017 | EA Sports UFC 3                                       | Bruce Lee               |
| 2020 | EA Sports UFC 4                                       | Bruce Lee               |

## Bruce-explotación
Debido al grandísimo éxito que tuvieron las películas de Bruce Lee, surgieron numerosos imitadores, entre los que hay que destacar a tres: Bruce Li, Dragon Lee (también conocido como Bruce Lei) y Bruce Le. Las películas protagonizadas por estos imitadores fueron en su mayoría de baja calidad. Este género es conocido por los aficionados como "Bruce-explotation". Cabe destacar la película The Clones of Bruce, de 1977, en la que aparecieron juntos los varios actores imitadores, junto con algunos actores que solían aparecer en las películas del verdadero Bruce Lee. La película es considerada la máxima expresión del "Bruce-explotation". 
Algunos de los actores imitadores de Bruce Lee más representativos son: Bruce Chen, Bruce Lai, Bruce Lau, Bruce Lei (diferente de Dragon Lee), Bruce Leung Siu-Lung, Bruce Liang, Bruce Lo, Bruce Ly, Bruce Thai, Dragon Sek (también conocido como Dragon Shek), Judy Lee, Jun Chong (también conocido como Bruce K.L.Lea, o Bruce Lea), Kim Tai-Jung (también conocido como Tong Lung, Tang Lung o Kim Tai-Chung), Li Hsiu-Hsien (también conocido como Danny Lee), Sammo Hung, Tang Lung (otro, no Kim Tai-Jung), entre otros.